# Liste der Kulturdenkmale in Panschwitz-Kuckau
In der Liste der Kulturdenkmale in Panschwitz-Kuckau sind die Kulturdenkmale der sächsischen Gemeinde Panschwitz-Kuckau verzeichnet, die bis September 2024 vom Landesamt für Denkmalpflege Sachsen erfasst wurden. Archäologische Kulturdenkmale finden sich in der Liste der Bodendenkmale in Panschwitz-Kuckau. Die Anmerkungen sind zu beachten.
Diese Liste ist eine Teilliste der Liste der Kulturdenkmale im Landkreis Bautzen.

## Alte Ziegelscheune
| Bild | Bezeichnung | Lage                                | Datierung           | Beschreibung | ID       |
| ---- | ----------- | ----------------------------------- | ------------------- | --- | -------- |
|      | Wegestein   | Brylstraße (am Ortseingang) (Karte) | 19. Jahrhundert     | Verkehrsgeschichtlich von Bedeutung, grob behauene Granitsäule mit glockenförmigem Abschluss, Inschriften: Ortsbezeichnungen (Crostwitz, Bautzen), Wegestunden und Richtungsweiser | 09304324 |
|      | Betkreuz    | Brylstraße 9 (bei) (Karte)          | Bezeichnet mit 1859 | Schmiedeeisernes Kruzifix auf Granitpostament, regionalgeschichtlich von Bedeutung                                                                                                 | 09227903 |
|      | Betkreuz    | Brylstraße 12 (bei) (Karte)         | Bezeichnet mit 1861 | Schmiedeeisernes Kruzifix auf Granitpostament, regionalgeschichtlich von Bedeutung                                                                                                 | 09227902 |

## Cannewitz
| Bild                                    | Bezeichnung                          | Lage                                           | Datierung                                         | Beschreibung | ID       |
| --------------------------------------- | ------------------------------------ | ---------------------------------------------- | ------------------------------------------------- | --- | -------- |
| Direkt Bild zu diesem Denkmal hochladen | Betkreuz                             | (Straße Cannewitz – Panschwitz-Kuckau) (Karte) | Bezeichnet mit 1896                               | Schmiedeeisernes Kruzifix auf Granitpostament, regionalgeschichtlich von Bedeutung | 09227996 |
| Direkt Bild zu diesem Denkmal hochladen | Wegestein                            | Am Klosterwasser (Karte)                       | 19. Jahrhundert                                   | Verkehrsgeschichtlich von Bedeutung, schlichter Wegestein aus Granit mit pyramidalem Abschluss, schwarz gefasste Inschriften: Ortsangaben Jauer, Elstra / Marienstern [Kloster] mit Wegestunden und Richtungsweisern | 09227994 |
|                                         | Betkreuz und Rest eines Steinkreuzes | Am Klosterwasser (Karte)                       | 1851 (Betkreuz); 15.–17. Jahrhundert (Steinkreuz) | Schmiedeeisernes Kruzifix auf Granitpostament, Korpus und Putten vergoldet, regionalgeschichtlich von Bedeutung | 09227993 |
|                                         | Katholische Kapelle                  | Am Klosterwasser (Karte)                       | 1870                                              | Regionalgeschichtlich von Bedeutung, Hl. Sebastian über Eingang | 09227984 |
|                                         | Betkreuz                             | Am Klosterwasser 10 (bei) (Karte)              | Bezeichnet mit 1851                               | Schmiedeeisernes Kruzifix auf Granitpostament, regionalgeschichtlich von Bedeutung | 09227985 |
|                                         | Wegestein                            | Am Klosterwasser 10 (bei) (Karte)              | 19. Jahrhundert                                   | Verkehrsgeschichtlich von Bedeutung, schlichter Wegestein aus Granit mit pyramidalem Abschluss, schwarz gefasste Inschriften: Ortsangaben Ostro, Schweinerden mit Wegestunden und Richtungsweisern                   | 09227986 |
| Weitere Bilder                          | Wohnstallhaus und Betkreuz           | Am Klosterwasser 27 (Karte)                    | 18. Jahrhundert, bezeichnet mit 1844              | Obergeschoss Fachwerk, Giebel verschiefert, Betkreuz schmiedeeisernes Kruzifix auf Granitpostament, Korpus vergoldet, baugeschichtlich und regionalgeschichtlich von Bedeutung                                       | 09227990 |

## Glaubnitz
| Bild                                    | Bezeichnung                                                                                | Lage                          | Datierung           | Beschreibung | ID       |
| --------------------------------------- | ------------------------------------------------------------------------------------------ | ----------------------------- | ------------------- | --- | -------- |
| Direkt Bild zu diesem Denkmal hochladen | Wegestein                                                                                  | (Straße nach Säuritz) (Karte) | 19. Jahrhundert     | Verkehrsgeschichtlich von Bedeutung, schlichte Granitsäule mit halbrundem Abschluss, schwarz gefasste Inschrift: Ortsangabe Säuritz mit Wegestundenangabe und Richtungsweiser                                                          | 09228003 |
|                                         | Wegestein                                                                                  | Dorfweg (Karte)               | 19. Jahrhundert     | Verkehrsgeschichtlich von Bedeutung, Granitsäule mit vorkragendem Sockel und Kopf, Schaft mit Abfasungen, flachpyramidal abschließend, schwarz gefasste Inschriften: Ortsangaben Kaschwitz, Bocka mit Wegestunden und Richtungsweisern | 09228002 |
|                                         | Wohnstallhaus (Umgebinde), Scheune, zwei Seitengebäude und Einfriedung eines Vierseithofes | Dorfweg 7 (Karte)             | 1729                | Wohnstallhaus Obergeschoss Fachwerk verbrettert, repräsentativer Hof, singulär in der Gegend, baugeschichtlich und wirtschaftsgeschichtlich von Bedeutung                                                                              | 09227999 |
|                                         | Wohnstallhaus und Seitengebäude eines Dreiseithofes                                        | Dorfweg 8 (Karte)             | Bezeichnet mit 1808 | Wohnstallhaus Obergeschoss Fachwerk verbrettert, Seitengebäude mit äußerem Treppenaufgang, verbrettert, ursprüngliche Ortsbebauung, baugeschichtlich und wirtschaftsgeschichtlich von Bedeutung                                        | 09227997 |
|                                         | Wohnstallhaus und Scheune eines ehemaligen Dreiseithofes, mit Einfriedung                  | Dorfweg 13 (Karte)            | 18. Jahrhundert     | Wohnstallhaus Obergeschoss Fachwerk verbrettert, Erker, Giebel verschiefert, Scheune mit großen Toreinfahrten, baugeschichtlich und wirtschaftsgeschichtlich von Bedeutung                                                             | 09227998 |

## Jauer
| Bild                                    | Bezeichnung                                                                               | Lage                                                                | Datierung                                          | Beschreibung | ID       |
| --------------------------------------- | ----------------------------------------------------------------------------------------- | ------------------------------------------------------------------- | -------------------------------------------------- | --- | -------- |
|                                         | Kapelle                                                                                   | Denkmalstraße (Karte)                                               | Ende 18. Jahrhundert und 1. Hälfte 19. Jahrhundert | Mit betender Muttergottes, kleiner Altar mit Säulen, Putten, Wappenkartuschen (Herz und Kreuz), baugeschichtlich und regionalgeschichtlich von Bedeutung, zwei weitere Marienfiguren, Hl. Franziskus                                                                   | 09227889 |
|                                         | Betkreuz                                                                                  | Denkmalstraße 1 (bei) (Karte)                                       | Bezeichnet mit 1902                                | Schmiedeeisernes Kruzifix auf Granitpostament, regionalgeschichtlich von Bedeutung, Korpus, Maria, Johannes vergoldet | 09227895 |
| Direkt Bild zu diesem Denkmal hochladen | Wohnstallhaus, zwei Seitengebäude und Toreinfahrt eines Dreiseithofes                     | Denkmalstraße 10 (Karte)                                            | 1. Hälfte 19. Jahrhundert                          | Wohnstallhaus Obergeschoss Fachwerk, Andreaskreuze, ursprüngliche Ortsbebauung, baugeschichtlich und wirtschaftsgeschichtlich von Bedeutung. Wohnstallhaus: Frackdach, Giebel verschiefert. Scheune mit großer Toreinfahrt von der Seite. Stallgebäude zweigeschossig. | 09227896 |
|                                         | Wohnhaus, zwei Seitengebäude, Scheune und Einfriedung eines Vierseithofes                 | Denkmalstraße 16 (Karte)                                            | Um 1900                                            | Wohnhaus massiv mit Putzgliederung, baugeschichtlich und wirtschaftsgeschichtlich von Bedeutung, Wohnhaus zweigeschossig, Gurtgesims, Mittelrisalit, Eckquaderung, Fensterverdachungen, Walmdach, Fledermausgaupen, Scheune zweigeschossig                             | 09227890 |
|                                         | Betkreuz                                                                                  | hinter Denkmalstraße 16 (am westlichen Ende des Dorfteichs) (Karte) | Bezeichnet mit 1868                                | Schmiedeeisernes Kruzifix auf Granitpostament, regionalgeschichtlich von Bedeutung | 09304323 |
|                                         | Denkmal für die Gefallenen des Ersten Weltkrieges, mit Einfriedung                        | Klosterstraße (Ecke Denkmalstraße) (Karte)                          | Bezeichnet mit 1921                                | Ortsgeschichtlich von Bedeutung, Granit, sorbische Inschriften | 09227894 |
| Direkt Bild zu diesem Denkmal hochladen | Betkreuz                                                                                  | Klosterstraße 9 (bei) (Karte)                                       | Bezeichnet mit 1887                                | Schmiedeeisernes Kruzifix auf neogotischen Granitpostament, regionalgeschichtlich von Bedeutung | 09227893 |
|                                         | Bildstock                                                                                 | Ziegeleiweg 2 (bei) (Karte)                                         | Bezeichnet mit 1844                                | Säule mit Reliefdarstellungen (Raphael, Gabriel, Michael, Jesus), regionalgeschichtlich von Bedeutung | 09227900 |
| Direkt Bild zu diesem Denkmal hochladen | Dreiseithof mit Wohnstallhaus (Obergeschoss Fachwerk verbrettert) und zwei Seitengebäuden | Ziegeleiweg 3 (Karte)                                               | Mitte 19. Jahrhundert                              | Geschlossene Hofanlage, ursprüngliche Ortsbebauung | 09227898 |
| Direkt Bild zu diesem Denkmal hochladen | Wohnstallhaus und zwei Seitengebäude eines Dreiseithofes                                  | Ziegeleiweg 4 (Karte)                                               | Mitte 19. Jahrhundert                              | Wohnstallhaus Obergeschoss Fachwerk, geschlossene Hofanlage, ursprüngliche Ortsbebauung, baugeschichtlich und wirtschaftsgeschichtlich von Bedeutung | 09227899 |
| Direkt Bild zu diesem Denkmal hochladen | Betkreuz                                                                                  | Ziegeleiweg 4 (bei) (Karte)                                         | Mitte 19. Jahrhundert                              | Schmiedeeisernes Kruzifix auf Granitpostament, mit Einfriedung, regionalgeschichtlich von Bedeutung, Korpus, Maria mit Kreuz vergoldet | 09227897 |

## Kaschwitz
| Bild                                    | Bezeichnung                                                    | Lage                               | Datierung                 | Beschreibung | ID       |
| --------------------------------------- | -------------------------------------------------------------- | ---------------------------------- | ------------------------- | --- | -------- |
| Weitere Bilder                          | Wegestein                                                      | (Straße nach Ostro) (Karte)        | Bezeichnet mit 1848       | Verkehrsgeschichtlich von Bedeutung, schlichter Wegestein aus Granit mit flachem Abschluss, zurückgesetzte Schriftspiegel im oberen Drittel mit schwarz gefasste Inschriften: Ortsangaben Gödlau / Säuritz, Ostro mit Wegestunden und Richtungsweisern sowie Jahreszahl 1848                                                                             | 09227920 |
| Weitere Bilder                          | Betkreuz                                                       | (Straße Kaschwitz - Ostro) (Karte) | Bezeichnet mit 1818       | Schmiedeeisernes Kruzifix auf Granitpostament, Korpus vergoldet, regionalgeschichtlich von Bedeutung | 09227915 |
| Weitere Bilder                          | Betkreuz                                                       | Landstraße (Karte)                 | 19. Jahrhundert           | Schmiedeeisernes Kruzifix auf Granitpostament, Korpus vergoldet, regionalgeschichtlich von Bedeutung | 09227918 |
| Direkt Bild zu diesem Denkmal hochladen | Seitengebäude und Scheune eines Dreiseithofes                  | Landstraße 1 (Karte)               | 1. Hälfte 19. Jahrhundert | Seitengebäude Obergeschoss Fachwerk verbrettert, Fachwerkscheune mit großer Tordurchfahrt, singulär, baugeschichtlich und wirtschaftsgeschichtlich von Bedeutung | 09227922 |
| Direkt Bild zu diesem Denkmal hochladen | Wohnstallhaus eines Hakenhofes                                 | Landstraße 2 (Karte)               | 1. Hälfte 19. Jahrhundert | Baugeschichtlich und ortsbildprägend von Bedeutung. Wohnstallhaus: Obergeschoss zum Teil Fachwerk, Stallanbau und Seitengebäude massiv, darf mit Genehmigung vom 4. März 2008 abgebrochen werden. Seitengebäude: 03/2008 als Denkmal gestrichen, ist ohne Wohnstallhaus nicht von ausreichend historischem Aussagewert und baugeschichtlicher Bedeutung. | 09227921 |
| Weitere Bilder                          | Betkreuz                                                       | Landstraße 2 (bei) (Karte)         | 19. Jahrhundert           | Schmiedeeisernes Kruzifix auf Granitpostament, regionalgeschichtlich von Bedeutung, Korpus vergoldet | 09227923 |
| Weitere Bilder                          | Wohnhaus und südliches Seitengebäude eines ehemaligen Gutshofs | Landstraße 22 (Karte)              | Anfang 19. Jahrhundert    | Stattliches Wohnhaus, zweigeschossiger Putzbau mit Drempel, Walmdach, Stallgebäude zweigeschossig, große Toreinfahrten, baugeschichtlich und wirtschaftsgeschichtlich von Bedeutung | 09227919 |
| Direkt Bild zu diesem Denkmal hochladen | Wohnstallhaus und zwei Seitengebäude eines Dreiseithofes       | Landstraße 28 (Karte)              | 18. Jahrhundert           | Wohnstallhaus Obergeschoss Fachwerk, Andreaskreuze, ursprüngliche Bebauung, Struktur erhalten, baugeschichtlich und wirtschaftsgeschichtlich von Bedeutung | 09227917 |
| Direkt Bild zu diesem Denkmal hochladen | Wohnstallhaus und drei Seitengebäude eines Vierseithofes       | Sonnenweg 1 (Karte)                | 18. Jahrhundert           | Wohnstallhaus Obergeschoss Fachwerk, alle Seitengebäude Fachwerk, geschlossene Hofanlage, ursprüngliche Ortsbebauung, baugeschichtlich und wirtschaftsgeschichtlich von Bedeutung | 09227916 |

## Lehndorf
| Bild                                    | Bezeichnung       | Lage                          | Datierung           | Beschreibung | ID       |
| --------------------------------------- | ----------------- | ----------------------------- | ------------------- | --- | -------- |
|                                         | Wegestein         | (Straße nach Bautzen) (Karte) | 19. Jahrhundert     | Verkehrsgeschichtlich von Bedeutung, schlanke Granitsäule mit pyramidalem Abschluss, zurückgesetzter Schriftspiegel in der oberen Säulenhälfte Ortsangaben Bautzen, Nucknitz sowie zugehörigen Wegestunden und Richtungsweisern | 09227864 |
| Direkt Bild zu diesem Denkmal hochladen | Wagenhalle        | Am Bach 2 (Karte)             | 18. Jahrhundert     | Eingeschossiger Bruchsteinbau mit Satteldach und großer Toröffnung, baugeschichtlich und ortsgeschichtlich von Bedeutung, evtl. ehemaliges Backhaus                                                                             | 09228012 |
| Direkt Bild zu diesem Denkmal hochladen | Steindeckerbrücke | Am Bach 2 (bei) (Karte)       | 19. Jahrhundert     | Baugeschichtlich von Bedeutung | 09228013 |
| Direkt Bild zu diesem Denkmal hochladen | Steindeckerbrücke | Am Bach 7 (bei) (Karte)       | 19. Jahrhundert     | Baugeschichtlich von Bedeutung | 09228011 |
|                                         | Betkreuz          | Am Park (Karte)               | Bezeichnet mit 1859 | Schmiedeeisernes Kruzifix auf Granitpostament, Korpus vergoldet, regionalgeschichtlich von Bedeutung | 09228007 |
|                                         | Wohnstallhaus     | Am Park 11 (Karte)            | 18. Jahrhundert     | Obergeschoss Fachwerk verbrettert, Traufseite massiv, Krüppelwalmdach, Korbbogenportal, baugeschichtlich von Bedeutung | 09228008 |
|                                         | Betkreuz          | Am Park 13 (bei) (Karte)      | Bezeichnet mit 1891 | Schmiedeeisernes filigranes Kruzifix auf Granitpostament, Korpus vergoldet, regionalgeschichtlich von Bedeutung | 09228010 |

## Neustädtel
| Bild                                    | Bezeichnung                                                         | Lage                      | Datierung                        | Beschreibung | ID       |
| --------------------------------------- | ------------------------------------------------------------------- | ------------------------- | -------------------------------- | --- | -------- |
| Direkt Bild zu diesem Denkmal hochladen | Wohnstallhaus und Seitengebäude eines Zweiseithofes                 | Wiesengrund 2 (Karte)     | 18. Jahrhundert                  | Wohnstallhaus im Obergeschoss Fachwerk, Seitengebäude Fachwerk, zum Teil verbrettert, baugeschichtlich und wirtschaftsgeschichtlich von Bedeutung; südöstlich der Ostroer Schanze                                                                                         | 09228006 |
| Direkt Bild zu diesem Denkmal hochladen | Wohnstallhaus und zwei Seitengebäude eines Dreiseithofes            | Wiesengrund 3 (Karte)     | 18. Jahrhundert                  | Wohnstallhaus Obergeschoss Fachwerk, teilweise verbrettert, ein Seitengebäude Fachwerk im Giebel, ein kleines massives Seitengebäude mit Toreinfahrt, ursprüngliche Ortsbebauung, weitgehend unverändert erhalten, baugeschichtlich und sozialgeschichtlich von Bedeutung | 09228005 |
| Direkt Bild zu diesem Denkmal hochladen | Herrenhaus und drei Wirtschaftsgebäude eines ehemaligen Rittergutes | Wiesengrund 6, 10 (Karte) | 1886 und früher, 18. Jahrhundert | Herrenhaus breit gelagerter Putzbau mit Zwerchhaus und Mansardwalmdach, Wirtschaftsgebäude Putzbauten, baugeschichtlich und ortsgeschichtlich von Bedeutung | 09228004 |

## Ostro
| Bild                                    | Bezeichnung                                                                       | Lage                                       | Datierung                 | Beschreibung | ID       |
| --------------------------------------- | --------------------------------------------------------------------------------- | ------------------------------------------ | ------------------------- | --- | -------- |
| Weitere Bilder                          | Betkreuz                                                                          | (Flurstück 217) (Karte)                    | Bezeichnet mit 1875       | Schmiedeeisernes Kruzifix auf Granitpostament, regionalgeschichtlich von Bedeutung, Korpus und Madonna vergoldet | 09227949 |
| Weitere Bilder                          | Wegestein                                                                         | (Straße nach Jauer) (Karte)                | Bezeichnet mit 1831       | Verkehrsgeschichtlich von Bedeutung, schlichter Wegestein aus Granit mit leicht abgerundetem Abschluss und zurückgesetztem Schriftspiegel in der oberen Hälfte, darin Ortsangabe Jauer mit Richtungspfeil und Jahreszahl 1831 | 09227952 |
|                                         | Wegestein                                                                         | (Straße nach Kriepitz) (Karte)             | 19. Jahrhundert           | Verkehrsgeschichtlich von Bedeutung, Granitstein mit dachartigem Abschluss, Inschriften schwer lesbar | 09227951 |
|                                         | Rundbogenbrücke über das Klosterwasser                                            | Burgwallstraße (Karte)                     | Bezeichnet mit 1736       | Baugeschichtlich von Bedeutung, Sandstein, im Schlussstein Initiale „AR“, irrtümlich unter Nummer 15 geführt | 09227942 |
|                                         | Betkreuz                                                                          | Burgwallstraße 2 (bei) (Karte)             | Bezeichnet mit 1856       | Schmiedeeisernes Kruzifix auf Granitpostament, Korpus vergoldet, regionalgeschichtlich von Bedeutung | 09227937 |
| Direkt Bild zu diesem Denkmal hochladen | Seitengebäude mit Oberlaube                                                       | Burgwallstraße 12 (Karte)                  | 18. Jahrhundert           | Obergeschoss Fachwerk, Oberlaube weitgehend unveränderte Bausubstanz, ursprüngliche Ortsbebauung, baugeschichtlich von Bedeutung | 09227938 |
|                                         | Wohnhaus (ohne Anbau)                                                             | Burgwallstraße 13 (Karte)                  | Anfang 19. Jahrhundert    | Baugeschichtlich und straßenbildprägend von Bedeutung, Obergeschoss Fachwerk, Andreaskreuze, Frackdach | 09227946 |
|                                         | Betkreuz                                                                          | Burgwallstraße 13 (bei) (Karte)            | Bezeichnet mit 1869       | Schmiedeeisernes Kruzifix auf Granitpostament, Korpus vergoldet, regionalgeschichtlich von Bedeutung | 09227947 |
|                                         | Betkreuz                                                                          | Burgwallstraße 25 (bei) (Karte)            | Bezeichnet mit 1862       | Schmiedeeisernes Kruzifix auf Granitpostament, Korpus vergoldet, regionalgeschichtlich von Bedeutung | 09227939 |
|                                         | Betkreuz                                                                          | Denkmalsweg 2 (bei) (Karte)                | Bezeichnet mit 1879       | Schmiedeeisernes Kruzifix auf Granitpostament, regionalgeschichtlich von Bedeutung, Korpus vergoldet | 09227926 |
| Weitere Bilder                          | Denkmal für die Gefallenen des Ersten Weltkrieges                                 | Denkmalsweg 3 (Karte)                      | Nach 1918                 | Feldsteinsockel, darüber Betkreuz mit Kruzifix, ortsgeschichtlich und regionalgeschichtlich von Bedeutung, Korpus vergoldet | 09227928 |
| Direkt Bild zu diesem Denkmal hochladen | Bergkeller                                                                        | Hauptstraße (Karte)                        | 19. Jahrhundert           | Stirnmaske aus Granitquadern, Granitgewände, Grasdecke, Zeugnis der Wirtschaftsweise vergangener Zeiten, sozial- und kulturgeschichtliche Bedeutung | 09306347 |
| Weitere Bilder                          | Wegestein                                                                         | Hauptstraße (Straße nach Kriepitz) (Karte) | 19. Jahrhundert           | Verkehrsgeschichtlich von Bedeutung, grob behauene Granitstele mit flachpyramidalem Abschluss, zurückgesetzte und geglättete Schriftspiegel in den oberen Hälften der Seitenflächen, darin schwarz gefasste Inschriften: Ortsangaben Kriepitz, Elstra / Marienstern [Kloster], Jauer, Kaschwitz, Bischofswerda mit Wegestunden und Richtungsweisern | 09227950 |
| Weitere Bilder                          | Betkreuz                                                                          | Hauptstraße (Staatsstraße) (Karte)         | Bezeichnet mit 1852       | Schmiedeeisernes Kruzifix, Korpus und Maria vergoldet, regionalgeschichtlich von Bedeutung | 09227925 |
|                                         | Betkreuz                                                                          | Hauptstraße 4 (bei) (Karte)                | Bezeichnet mit 1850       | Schmiedeeisernes Kruzifix, Korpus vergoldet, regionalgeschichtlich von Bedeutung | 09227948 |
|                                         | Betkreuz                                                                          | Kirchstraße (Karte)                        | 19. Jahrhundert           | Schmiedeeisernes Kruzifix auf Granitpostament, regionalgeschichtlich von Bedeutung, Korpus und Maria vergoldet | 09227933 |
| Weitere Bilder                          | Katholische Pfarrkirche St. Benno mit Kirchhof und Einfriedung                    | Kirchstraße 1 (Karte)                      | 1768–1772                 | Saalkirche, spätbarocker Putzbau mit Walmdach und Turm mit Laterne an der Westseite, baugeschichtlich und ortsgeschichtlich von Bedeutung, Saalkirche, oval, Westturm mit oktogonalem Glockengeschoss, laut ALK-Daten besitzt die Kirche die Hausnummer 1, bis 25. Februar 2008 unter Nummer 3 erfasst. Katholische Pfarrkirche St. Benno. Kleine reizvolle, über dem alten Dorf angelegte Saalkirche. Erbaut 1768–72 auf Veranlassung des Bischofs Jakob Wosky von Bärenstamm (Monogramm im Gewölbe des Altarraumes und am Altar). 1934 Erweiterung des Chores. Spätbarocker Putzbau auf ellipsenähnlichem Grundriss. Die Ecken außen wie auch innen abgerundet, Walmdach. Fenster mit geschweiftem oberem Abschluss und Sandsteingewänden, gedrungener Turm an der Westseite mit geschweifter Verdachung und Laterne. Im Inneren Tonnengewölbe mit Stichkappen. Triumphbogen zum Altarraum. Der ursprünglich bogenförmige Abschluss des Altarraumes 1934 zum Halbrund erweitert. An der Westseite hölzerne Orgelempore mit illusionistisch aufgemalter Dockenbrüstung. Ausstattung aus der Entstehungszeit: Schlichter hölzerner Altar, seitlich je ein Säulenpaar, das qualitätvolle Altarbild zeigt den hl. Benno als Bischof. Darüber verkröpftes Gesims, als Abschluss Figurenschmuck der Hl. Dreifaltigkeit. Auf Konsolen neben dem Altar gefasste hölzerne Statuen der hll. Jakob und Nepomuk. Taufgestell, Holz, mit Engelsköpfchen verziert. | 09227932 |
| Direkt Bild zu diesem Denkmal hochladen | Pfarrhof mit Pfarrhaus, Nebengebäude und Scheune                                  | Kirchstraße 2 (Karte)                      | 1758                      | Baugeschichtlich und ortsgeschichtlich von Bedeutung, Pfarrhaus zweigeschossig, Krüppelwalmdach, Fledermausgaupen, Nebengebäude Obergeschoss Fachwerk verbrettert, Laubengang, Fachwerkscheune | 09227934 |
| Direkt Bild zu diesem Denkmal hochladen | Fränkischer Torbogen                                                              | Kirchstraße 4 (Karte)                      | 1874                      | Baugeschichtlich von Bedeutung | 09227935 |
|                                         | Betkreuz                                                                          | Kirchstraße 6 (bei) (Karte)                | Bezeichnet mit 1874       | Schmiedeeisernes Kruzifix auf Granitpostament, Korpus vergoldet, regionalgeschichtlich von Bedeutung | 09227936 |
|                                         | Betkreuz                                                                          | Lindenweg 9 (bei) (Karte)                  | Bezeichnet mit 1875       | Schmiedeeisernes Kruzifix auf Granitpostament, Korpus vergoldet, regionalgeschichtlich von Bedeutung | 09227945 |
|                                         | Betkreuz                                                                          | Lindenweg 15 (bei Burgwallstraße) (Karte)  | Bezeichnet mit 1884       | Schmiedeeisernes Kruzifix auf Granitpostament, Korpus vergoldet, regionalgeschichtlich von Bedeutung | 09227943 |
| Direkt Bild zu diesem Denkmal hochladen | Dreiseithof mit Wohnstallhaus auf Hakengrundriss und Seitengebäude sowie Betkreuz | Seitenweg 4 (Karte)                        | 18. Jahrhundert           | Weitgehend unveränderte Bausubstanz, Struktur erhalten, baugeschichtlich von Bedeutung, Wohnstallhaus Obergeschoss Fachwerk verbrettert, Bildstock: Kruzifix aus Holz, Korpus gefasst | 09227930 |
| Direkt Bild zu diesem Denkmal hochladen | Wohnhaus                                                                          | Seitenweg 6 (Karte)                        | 1. Hälfte 19. Jahrhundert | Obergeschoss Fachwerk verbrettert, baugeschichtlich von Bedeutung; abgerissen. Frackdach, irrtümlich unter Denkmalsweg 6 in der offiziellen Denkmalliste geführt. | 09227929 |
| Direkt Bild zu diesem Denkmal hochladen | Wohnstallhaus ohne Anbau                                                          | Talweg 3 (Karte)                           | 18. Jahrhundert           | Ursprüngliche Ortsbebauung, baugeschichtlich von Bedeutung, Obergeschoss Fachwerk mit Lehmausfachung, Andreaskreuze, Heutür | 09227941 |
|                                         | Betkreuz                                                                          | Talweg 4 (bei) (Karte)                     | Bezeichnet mit 1862       | Schmiedeeisernes Kruzifix auf Granitpostament, Korpus vergoldet, regionalgeschichtlich von Bedeutung | 09227940 |

## Panschwitz-Kuckau
| Bild                                    | Bezeichnung | Lage                                                                              | Datierung                                                                 | Beschreibung | ID       |
| --------------------------------------- | --- | --------------------------------------------------------------------------------- | ------------------------------------------------------------------------- | --- | -------- |
| Weitere Bilder                          | Denkmal für die Gefallenen des Ersten Weltkrieges (Einzeldenkmal zu ID-Nr. 09301709)                                   | (im Lippepark) (Karte)                                                            | Nach 1918                                                                 | Einzeldenkmal der Sachgesamtheit Kloster St. Marienstern; ortsgeschichtlich von Bedeutung | 09227840 |
| Weitere Bilder                          | Ćišinski-Denkmal (Einzeldenkmal zu ID-Nr. 09301709)                                                                    | (im Lippepark) (Karte)                                                            | 1. Hälfte 20. Jahrhundert                                                 | Einzeldenkmal der Sachgesamtheit Kloster St. Marienstern; Büste des Dichters Jakub Bart-Ćišinski, Bronze, auf Granitpostament, ortsgeschichtlich von Bedeutung; Station des Ćišinski-Pfads | 09227901 |
| Direkt Bild zu diesem Denkmal hochladen | Bergkeller | Am Kloster 1 (Karte)                                                              | 19. Jahrhundert                                                           | Sozialgeschichtlich von Bedeutung, Bruchsteinmauerwerk | 09227886 |
|                                         | Steinkreuz | bei Am Kloster 2 (Gasthof Panschwitz) (Karte)                                     | 15.–17. Jahrhundert                                                       | Ortsgeschichtlich von Bedeutung, Umsetzung auf Gemarkung Panschwitz, ehemaliger Standort Gemarkung Kuckau Flurstück 34a | 09227857 |
|                                         | Sandsteinstatue des Heiligen Sebastian                                                                                 | bei Am Kloster 4 (neben Gasthof Panschwitz) (Karte)                               | 18. Jahrhundert                                                           | Barockes Bildwerk, künstlerisch und regionalgeschichtlich von Bedeutung | 09227855 |
| Direkt Bild zu diesem Denkmal hochladen | Wohnstallhaus und Betkreuz                                                                                             | Am Kloster 11 (Karte)                                                             | 1. Hälfte 19. Jahrhundert (Wohnstallhaus); bezeichnet mit 1968 (Betkreuz) | Baugeschichtlich und regionalgeschichtlich von Bedeutung, Wohnstallhaus: Obergeschoss Fachwerk, mit Garageneinbau, wurde bis September 2008 irrtümlich unter Nummer 13 in der Liste geführt | 09227858 |
| Direkt Bild zu diesem Denkmal hochladen | Betkreuz | Am Kloster 28 (Karte)                                                             | 1924                                                                      | Schmiedeeisernes Kruzifix auf Granitpostament, regionalgeschichtlich von Bedeutung, Korpus und Maria vergoldet | 09227839 |
| Direkt Bild zu diesem Denkmal hochladen | Wohnstallhaus | Am Kloster 30 (Karte)                                                             | Um 1850                                                                   | Baugeschichtlich von Bedeutung, Obergeschoss Fachwerk, verschiefert | 09227838 |
| Direkt Bild zu diesem Denkmal hochladen | Wohnstallhaus mit Anbau im Winkel                                                                                      | Am Kloster 33 (Karte)                                                             | 1. Hälfte 19. Jahrhundert                                                 | Baugeschichtlich von Bedeutung, Obergeschoss Fachwerk, verschiefert, Giebel verputzt, Anbau massiv | 09227837 |
| Direkt Bild zu diesem Denkmal hochladen | Zweiseithof mit Wohnstallhaus, Seitengebäude, fränkischem Torbogen und Einfassungsmauer                                | Am Kloster 34 (Karte)                                                             | Mitte 19. Jahrhundert                                                     | Baugeschichtlich und ortsbildprägend von Bedeutung. Wohnstallhaus: Obergeschoss Fachwerk, verbrettert. Nebengebäude: Obergeschoss Fachwerk, zum Teil verbrettert. | 09227835 |
| Direkt Bild zu diesem Denkmal hochladen | Wohnstallhaus | Am Kloster 35 (Karte)                                                             | Anfang 19. Jahrhundert                                                    | Baugeschichtlich von Bedeutung, Obergeschoss Fachwerk, Heutür | 09227836 |
| Direkt Bild zu diesem Denkmal hochladen | Betkreuz | An der Hohle 1 (bei) (Karte)                                                      | 19. Jahrhundert                                                           | Hölzernes Kruzifix, regionalgeschichtlich von Bedeutung, Korpus gefasst | 09227856 |
| Weitere Bilder                          | Kupfermühle; Wohnhaus mit Mühlenanbau sowie Mühlgraben und Steindeckerbrücke                                           | An der Schanze 2 (Karte)                                                          | Bezeichnet mit 1777                                                       | Ortsgeschichtlich und technikgeschichtlich von Bedeutung, Wohnhaus zweigeschossig, mit Wappenstein über der Tür, Giebel verbrettert, Mühlgebäude dreigeschossig, mit Kniestock | 09227849 |
|                                         | Rundbogenbrücke über das Klosterwasser, mit Wehr                                                                       | An der Schanze 2 (bei) (Karte)                                                    | Bezeichnet mit 1845                                                       | Baugeschichtlich und technikgeschichtlich von Bedeutung, kleine Rundbogenbrücke aus Bruchstein mit Schlussstein, dort bezeichnet mit 1845 | 09227850 |
| Direkt Bild zu diesem Denkmal hochladen | Dreiseithof mit Wohnstallhaus, zwei Seitengebäuden und Betkreuz                                                        | An der Schanze 3 (Karte)                                                          | 18. Jahrhundert                                                           | Baugeschichtlich und regionalgeschichtlich von Bedeutung, Wohnstallhaus Obergeschoss Fachwerk, Nebengebäude verbrettert, Bildstock: schmiedeeisernes Kreuz auf Granitpostament | 09227851 |
| Weitere Bilder                          | Betkreuz | Bischofswerdaer Straße 1 (bei) (Karte)                                            | 19. Jahrhundert                                                           | Schmiedeeisernes Kreuz auf Granitpostament, regionalgeschichtlich von Bedeutung | 09227861 |
| Weitere Bilder                          | Betkreuz | Ćišinskistraße (Karte)                                                            | Bezeichnet mit 1806                                                       | Schmiedeeisernes Kruzifix auf Granitpostament, regionalgeschichtlich von Bedeutung, Korpus flach, gefasst | 09227841 |
| Weitere Bilder                          | Wegestein | Ćišinskistraße 12 (bei) (Karte)                                                   | 19. Jahrhundert                                                           | Verkehrsgeschichtlich von Bedeutung, Granitsäule mit flachem Abschluss, Schaft mit starken Abfasungen, schwarz gefasste Sockelinschrift „M *“, Säulenkopf mit ebenfalls schwarz gefassten Ortsangaben sowie Richtungspfeilen | 09227863 |
| Weitere Bilder                          | Ćišinski-Schule (ohne Anbau)                                                                                           | Ćišinskistraße 16 (Karte)                                                         | Bezeichnet mit 1950/1951                                                  | Baugeschichtlich und ortsgeschichtlich von Bedeutung, zweigeschossiger langgestreckter Putzbau über T-förmigen Grundriss, rustizierter Sockel, Eingangsbereich hervorgehoben durch farbiges Glasfenster (wohl aus den 80er Jahren) und Dachreiter mit Anklängen an den Heimatstil, dort bezeichnet in der Wetterfahne mit 1950/51, Fassadengliederung durch gleichmäßige Fensterbänder, am Kopfbau kleiner Erker | 09301707 |
|                                         | Wohnhaus | Ćišinskistraße 20 (Karte)                                                         | Bezeichnet mit 1888                                                       | Baugeschichtlich von Bedeutung, eingeschossig, mit Kniestock, Holzzierelemente im Giebel, Mittelrisalit, Putznutung im Erdgeschoss, Gurtgesims, zum Kloster gehörig | 09227865 |
| Weitere Bilder                          | Wohnhaus der Äbtissin Vizentia Marschner                                                                               | Ćišinskistraße 34 (Karte)                                                         | Bezeichnet mit 1802                                                       | Baugeschichtlich und ortsgeschichtlich von Bedeutung, zweigeschossig, Bruchsteinmauerwerk, Wappenstein bezeichnet mit 1802, aufragendes Zwerchdach, Krüppelwalmdach, schmiedeeisernes, gefasstes flaches Kreuz | 09227881 |
| Weitere Bilder                          | Kloster St. Marienstern (Sachgesamtheit)                                                                               | Ćišinskistraße 35 (Karte)                                                         | 1248 (Gründung des Klosterstifts) bis 18. Jahrhundert                     | Sachgesamtheit Kloster St. Marienstern mit folgenden Einzeldenkmalen: alle Gebäudeteile der Anlage mit Klosterkirche, Klausurgebäude, Neuem Konvent, ehemalige Brauerei, Beamtenhaus, Gästehaus, Propstei, Kaplanei, Torhaus, Gartenhaus, Ställen, Scheunen und Umfassungsmauer sowie Mariensäule, Trinitätsdarstellung, Statue des Heiligen Nepomuk und Löwenbrunnen im Klosterhof (siehe Einzeldenkmalliste – Obj. 09227882), Cisinski-Denkmal (siehe Einzeldenkmalliste – Obj. 09227901) und Denkmal für die Gefallenen des Ersten Weltkrieges (siehe Einzeldenkmalliste – Obj. 09227840) sowie Klostergarten (Gartendenkmal) und südöstlich anschließender sogen. Lippepark (Gartendenkmal) mit slawischer Schanze und Wehr (Sachgesamtheitsteile) und Klosterfriedhof als Sachgesamtheitsteil; baugeschichtlich, kunstge-schichtlich, künstlerisch, ortsbildprägend und regionalgeschichtlich von Bedeutung. 1248 Stiftung des Klosters durch Familie der Herren von Kamenz „Lippepark“ – Landschaftspark in 2. Hälfte 19. Jahrhundert entstanden, zwischen 1890 und 1895 in Aue des Klosterwassers Baumpflanzungen, darunter viele Linden, die namensgebend waren (sorbisch Linde – lipe). Gehört seit Entstehung als bauliche und gestalterische Einheit zum Klosterkomplex. Lippepark: gut erhaltener und gepflegter Landschaftspark mit Resten alter slawischer Straßenburg (Slawenschanze), Denkmal für sorbischen Volksdichter und Patrioten Cisinski und Ehrenmal für Gefallene 1./2. Weltkrieg und Wehr. Historischer Baumbestand (Linden und Eichen), Wiesenräume, Baumgruppen, verlandete ehemalige Fischteiche und Wasserläufe, Hauptweg und Reitwege. | 09301709 |
| Weitere Bilder                          | Klosterkirche (Einzeldenkmal zu ID-Nr. 09301709)                                                                       | Ćišinskistraße 35 (Karte)                                                         | 1248 (Gründung des Klosterstifts); 1259 (Fertigstellung)                  | Einzeldenkmal der Sachgesamtheit Kloster St. Marienstern; baugeschichtlich, kunstgeschichtlich, künstlerisch, ortsbildprägend und regionalgeschichtlich von Bedeutung | 09227882 |
|                                         | Klausurgebäude (Einzeldenkmal zu ID-Nr. 09301709)                                                                      | Ćišinskistraße 35 (Karte)                                                         | 1248 (Gründung des Klosterstifts); 1259 (Fertigstellung)                  | Einzeldenkmal der Sachgesamtheit Kloster St. Marienstern; baugeschichtlich, kunstgeschichtlich, künstlerisch, ortsbildprägend und regionalgeschichtlich von Bedeutung | 09227882 |
| Weitere Bilder                          | Neuer Konvent (Einzeldenkmal zu ID-Nr. 09301709)                                                                       | Ćišinskistraße 35 (Karte)                                                         | 1248 (Gründung des Klosterstifts); 1259 (Fertigstellung)                  | Einzeldenkmal der Sachgesamtheit Kloster St. Marienstern; baugeschichtlich, kunstgeschichtlich, künstlerisch, ortsbildprägend und regionalgeschichtlich von Bedeutung Südlich des Ostflügels der Neue Konvent, datiert 1731/32. Im Grundriss eine Dreiflügelanlage mit sehr kurzen Seitenflügeln an der Westseite. Die dreigeschossige Westfassade wird durch Pilaster gegliedert, wie auch der dreiachsige Mittelrisalit. An der Ostseite tritt ebenfalls ein dreiachsiger Mittelrisalit mit Dreieckgiebel hervor, an den Seiten zweiachsige Eckrisalite. Im Nordwestflügel eine dreiläufige Treppenanlage, an der Ostseite die Zellenbauten, die durch den Korridor verbunden sind, im Mittelrisalit ist die sogenannte „Kaffeestube“ untergebracht. Im Treppenhaus des Konvents eine sehr schöne, farbig gefasste Mondsichelmadonna aus Holz, 2. Hälfte. 17. Jahrhundert. | 09227882 |
|                                         | Annahaus, ehemalige Brauerei (Einzeldenkmal zu ID-Nr. 09301709)                                                        | Ćišinskistraße 35 (Karte)                                                         | 1248 (Gründung des Klosterstifts); 1259 (Fertigstellung)                  | Einzeldenkmal der Sachgesamtheit Kloster St. Marienstern; baugeschichtlich, kunstgeschichtlich, künstlerisch, ortsbildprägend und regionalgeschichtlich von Bedeutung | 09227882 |
|                                         | Beamtenhaus (Einzeldenkmal zu ID-Nr. 09301709)                                                                         | Ćišinskistraße 35 (Karte)                                                         | 1248 (Gründung des Klosterstifts); 1259 (Fertigstellung)                  | Einzeldenkmal der Sachgesamtheit Kloster St. Marienstern; baugeschichtlich, kunstgeschichtlich, künstlerisch, ortsbildprägend und regionalgeschichtlich von Bedeutung. Das dreigeschossige Beamtenhaus südlich des Torhauses, daran anschließend Reste von Wirtschaftsgebäuden. | 09227882 |
| Direkt Bild zu diesem Denkmal hochladen | Gästehaus: Konradhaus (Einzeldenkmal zu ID-Nr. 09301709)                                                               | Ćišinskistraße 35 (Karte)                                                         | Bezeichnet mit 1724                                                       | Einzeldenkmal der Sachgesamtheit Kloster St. Marienstern; baugeschichtlich, kunstgeschichtlich, künstlerisch, ortsbildprägend und regionalgeschichtlich von Bedeutung. Östlich des Torhauses schließt das Gästehaus an, bezeichnet mit 1724, Restaurierung 1993. Ein zweigeschossiger verputzter Bruchsteinbau mit Walmdach und Fledermausgaupen. An der Südseite Risalit mit offenem Arkadengang im Erdgeschoss. | 09227882 |
| Weitere Bilder                          | Propstei (Einzeldenkmal zu ID-Nr. 09301709)                                                                            | Ćišinskistraße 35 (Karte)                                                         | 1248 (Gründung des Klosterstifts); 1259 (Fertigstellung)                  | Einzeldenkmal der Sachgesamtheit Kloster St. Marienstern; baugeschichtlich, kunstgeschichtlich, künstlerisch, ortsbildprägend und regionalgeschichtlich von Bedeutung. Der höher gelegene Kanzleigarten verbindet das Gästehaus mit der Propstei, dessen halbrund geschlossener, nördlicher Kapellenanbau von 1715 stammt und 1725 durch einen weiteren Flügel erweitert wurde. Ein geschlossener Gang führt von der Propstei zur Kirche. | 09227882 |
| Weitere Bilder                          | Kaplanei (Einzeldenkmal zu ID-Nr. 09301709)                                                                            | Ćišinskistraße 35 (Karte)                                                         | 1248 (Gründung des Klosterstifts); 1259 (Fertigstellung)                  | Einzeldenkmal der Sachgesamtheit Kloster St. Marienstern; baugeschichtlich, kunstgeschichtlich, künstlerisch, ortsbildprägend und regionalgeschichtlich von Bedeutung, östlich der Probstei | 09227882 |
| Weitere Bilder                          | Torhaus (Einzeldenkmal zu ID-Nr. 09301709)                                                                             | Ćišinskistraße 35 (Karte)                                                         | 1248 (Gründung des Klosterstifts); 1259 (Fertigstellung)                  | Einzeldenkmal der Sachgesamtheit Kloster St. Marienstern; baugeschichtlich, kunstgeschichtlich, künstlerisch, ortsbildprägend und regionalgeschichtlich von Bedeutung Der Eingang zum Klosterkomplex durch das dreigeschossige Torhaus im Norden, die spitzbogige Tordurchfahrt mit Kreuzgratgewölbe, bezeichnet mit 1248, restauriert 1987. | 09227882 |
| Direkt Bild zu diesem Denkmal hochladen | Gartenhaus (Einzeldenkmal zu ID-Nr. 09301709)                                                                          | Ćišinskistraße 35 (Karte)                                                         | 1248 (Gründung des Klosterstifts); 1259 (Fertigstellung)                  | Einzeldenkmal der Sachgesamtheit Kloster St. Marienstern; baugeschichtlich, kunstgeschichtlich, künstlerisch, ortsbildprägend und regionalgeschichtlich von Bedeutung Östlich der Anlage der große Klostergarten, der von einer Mauer umgeben wird, darin ein schlichtes, barockes Gartenhaus. | 09227882 |
| Direkt Bild zu diesem Denkmal hochladen | Ställe (Einzeldenkmal zu ID-Nr. 09301709)                                                                              | Ćišinskistraße 35                                                                 | 1248 (Gründung des Klosterstifts); 1259 (Fertigstellung)                  | Einzeldenkmal der Sachgesamtheit Kloster St. Marienstern; baugeschichtlich, kunstgeschichtlich, künstlerisch, ortsbildprägend und regionalgeschichtlich von Bedeutung | 09227882 |
|                                         | Scheunen (Einzeldenkmal zu ID-Nr. 09301709)                                                                            | Ćišinskistraße 35 (Karte)                                                         | 1248 (Gründung des Klosterstifts); 1259 (Fertigstellung)                  | Einzeldenkmal der Sachgesamtheit Kloster St. Marienstern; baugeschichtlich, kunstgeschichtlich, künstlerisch, ortsbildprägend und regionalgeschichtlich von Bedeutung | 09227882 |
|                                         | Umfassungsmauer (Einzeldenkmal zu ID-Nr. 09301709)                                                                     | Ćišinskistraße 35 (Karte)                                                         | 1248 (Gründung des Klosterstifts); 1259 (Fertigstellung)                  | Einzeldenkmal der Sachgesamtheit Kloster St. Marienstern | 09227882 |
| Weitere Bilder                          | Mariensäule (Einzeldenkmal zu ID-Nr. 09301709)                                                                         | Ćišinskistraße 35 (Karte)                                                         | 1720                                                                      | Einzeldenkmal der Sachgesamtheit Kloster St. Marienstern. Mariensäule westlich der Abtei, Unterbau vergleichbar der Nepomuksäule, darauf Marienfigur. | 09227882 |
|                                         | Trinitätsdarstellung: Dreifaltigkeitssäule (Einzeldenkmal zu ID-Nr. 09301709)                                          | Ćišinskistraße 35 (Karte)                                                         | 1723                                                                      | Einzeldenkmal der Sachgesamtheit Kloster St. Marienstern. Vor dem Gästehaus eine Dreifaltigkeitssäule von Georg Vater, 1. Hälfte 18. Jahrhundert. Über massivem, gestaffelten Sockel auf kurzem Säulenschaft die plastischen Figuren Christus, Gottvaters und der Taube. | 09227882 |
|                                         | Statue des Heiligen Nepomuk (Einzeldenkmal zu ID-Nr. 09301709)                                                         | Ćišinskistraße 35 (Karte)                                                         | 1721                                                                      | Einzeldenkmal der Sachgesamtheit Kloster St. Marienstern. Vor der Terrasse des Kaplaneigartens die Nepomuksäule, Anfang 18. Jahrhundert. Auf einem breiten Sockel ein massiver Pfeiler mit seitlichen Voluten, darauf die Sandsteinfigur des Heiligen. | 09227882 |
|                                         | Löwenbrunnen im Klosterhof (Einzeldenkmal zu ID-Nr. 09301709)                                                          | Ćišinskistraße 35 (Karte)                                                         | Bezeichnet mit 1739                                                       | Einzeldenkmal der Sachgesamtheit Kloster St. Marienstern. Löwenbrunnen vor der Kirche, in einem sechseckigen Wasserbecken die Figur eines sitzenden Löwen auf Sandsteinpostament, das Wappen der Äbtissin Cordula Sommer haltend, bezeichnet 1739. | 09227882 |
|                                         | Betkreuz | Crostwitzer Straße (Karte)                                                        | Ende 19. Jahrhundert                                                      | Schmiedeeisernes Kruzifix auf Granitpostament, regionalgeschichtlich von Bedeutung, Corpus vergoldet, deutsche Inschrift: „Mein Jesus Barmherzigkeit“ | 09227870 |
|                                         | Betkreuz | Crostwitzer Straße (oberhalb des Hanges an der Ausfallstraße/Ortsausgang) (Karte) | Bezeichnet mit 1842                                                       | Granitsäule, regionalgeschichtlich von Bedeutung | 09227453 |
| Weitere Bilder                          | Vierseithof mit Wohnstallhaus, Stallgebäuden, Scheune, Einfriedung und Einfriedungsmauer                               | Crostwitzer Straße 7 (Karte)                                                      | 18. Jahrhundert und 1. Hälfte 19. Jahrhundert                             | Baugeschichtlich und wirtschaftsgeschichtlich von Bedeutung, Stall und Scheunengebäude zweigeschossig, Fledermausgaupe, Anbau mit Kniestock. Wohnstallhaus: zweigeschossig, Krüppelwalmdach, Bruchsteinmauerwerk. Scheunen mit großen Tordurchfahrten, zum Kloster gehörig. | 09227873 |
|                                         | Wegestein | Crostwitzer Straße 7 (bei) (Karte)                                                | 19. Jahrhundert                                                           | Verkehrsgeschichtlich von Bedeutung, Wegestein, zum Kloster gehörig, schlichte Granitstele mit pyramidalem Abschluss | 09301242 |
|                                         | Betkreuz | Crostwitzer Straße 8 (bei) (Karte)                                                | Um 1800                                                                   | Schmiedeeisernes Kruzifix auf Granitpostament mit verglaster Nische und hl. Sebastian, regionalgeschichtlich von Bedeutung | 09227872 |
|                                         | Betkreuz | Crostwitzer Straße 8 (bei) (Karte)                                                | 19. Jahrhundert                                                           | Schmiedeeisernes Kruzifix auf Granitpostament, regionalgeschichtlich von Bedeutung | 09227871 |
| Weitere Bilder                          | Betkreuz | Kunigundenberg 6 (gegenüber) (Karte)                                              | 19. Jahrhundert                                                           | Schmiedeeisernes Kruzifix auf niedrigem Granitpostament, regionalgeschichtlich von Bedeutung, Korpus, Maria mit Kreuz vergoldet | 09227884 |
| Weitere Bilder                          | Betkreuz | Kunigundenberg 9 (bei) (Karte)                                                    | Bezeichnet mit 1842                                                       | Schmiedeeisernes Kreuz, mit Muttergottes, regionalgeschichtlich von Bedeutung, Korpus und Maria gefasst | 09227879 |
| Weitere Bilder                          | Wohnstallhaus, Bildstock mit verglaster Nische und Stützmauer                                                          | Kunigundenberg 12 (Karte)                                                         | 18. Jahrhundert                                                           | Baugeschichtlich von Bedeutung, dokumentiert ursprüngliche Ortsbebauung. Wohnstallhaus: Obergeschoss Fachwerk, zum Teil verbrettert (Giebel und eine Traufseite). Stützmauer mit Granittreppe. | 09227880 |
| Weitere Bilder                          | Wohnstallhaus (ohne Anbau)                                                                                             | Kunigundenberg 17 (Karte)                                                         | 1. Hälfte 19. Jahrhundert                                                 | Baugeschichtlich von Bedeutung, Obergeschoss Fachwerk, Krüppelwalmdach zum Teil verputzt | 09227877 |
| Direkt Bild zu diesem Denkmal hochladen | Betkreuz | Kunigundenberg 18 (bei) (Karte)                                                   | Bezeichnet mit 1972                                                       | Schmiedeeisernes Kruzifix, regionalgeschichtlich von Bedeutung, Korpus vergoldet [um 2017 nach Grundstücksverkauf entfernt und eingelagert; 2021 am neuen Standort in Miltitz neu geweiht] | 09227876 |
| Weitere Bilder                          | Kapelle mit Statue der Muttergottes                                                                                    | Mühlweg (Karte)                                                                   | 18. Jahrhundert (Wegekapelle); 1722 (Statue)                              | Künstlerisch und regionalgeschichtlich von Bedeutung | 09227843 |
|                                         | Betkreuz | Mühlweg 2 (Karte)                                                                 | 1. Hälfte 19. Jahrhundert                                                 | Holz mit Kruzifix, regionalgeschichtlich von Bedeutung. Wohnhaus mit Mühlgebäude und Anbau von Thomas Noack 2000 von der Liste gestrichen. Mühlgebäude mit gemaltem Fachwerk (kein Denkmal). Wohnhaus: Obergeschoss Fachwerk, verputzt (kein Denkmal), Anbau mit Fachwerk (kein Denkmal). | 09227842 |
| Direkt Bild zu diesem Denkmal hochladen | Wohnhaus eines Vierseithofes, mit Einfriedung                                                                          | Mühlweg 3 (Karte)                                                                 | Bezeichnet mit 1899                                                       | Ortsbildprägend von Bedeutung, zweigeschossig, profilierte Fenstergewände, Erdgeschoss Segmentbogen mit Schlussstein, Obergeschoss Fensterverdachungen, Mittelrisalit, Tür erhalten | 09227844 |
| Weitere Bilder                          | Bildstock | Mühlweg 4 (Karte)                                                                 | 19. Jahrhundert                                                           | Aus Granit, regionalgeschichtlich von Bedeutung | 09227887 |
| Weitere Bilder                          | Bildstock | Mühlweg 4 (bei) (Karte)                                                           | Bezeichnet mit 1788                                                       | Auf Säule mit Relief, regionalgeschichtlich von Bedeutung | 09227888 |
|                                         | Betkreuz | Poststraße 4 (bei) (Karte)                                                        | Bezeichnet mit 1874                                                       | Schmiedeeisernes Kruzifix und Maria auf Granitpostament, regionalgeschichtlich von Bedeutung, Muttergottes und Korpus vergoldet | 09227860 |
| Direkt Bild zu diesem Denkmal hochladen | Klostergut mit Wohnstallhaus, zwei Stallgebäuden, Scheune und Einfriedung                                              | Poststraße 5 (Karte)                                                              | 1. Hälfte 19. Jahrhundert, im Kern älter                                  | Repräsentative Gutsanlage, ortsgeschichtlich von Bedeutung. Wohnstallhaus: zweigeschossig, massiv, Krüppelwalmdach, Fledermausgaupen, Wappenstein. Scheune mit großen Tordurchfahrten. Stallgebäude mit Kniestock, Heutüren. | 09227859 |
| Weitere Bilder                          | Gedenkstein (Granitobelisk) für die Opfer des Ersten Weltkrieges und Gedenktafel für die Opfer des Zweiten Weltkrieges | Rosenthaler Straße (Ecke Crostwitzer Straße) (Karte)                              | Nach 1918                                                                 | In parkähnlicher Anlage, ortsgeschichtlich von Bedeutung, Medaillon aus Bronze, bronzenes Reichskreuz | 09227874 |
| Weitere Bilder                          | Betkreuz | Rosenthaler Straße 1 (bei) (Karte)                                                | Bezeichnet mit 1854                                                       | Schmiedeeisernes Kruzifix auf gefasstem Postament, regionalgeschichtlich von Bedeutung | 09227854 |
|                                         | Betkreuz | Rosenthaler Straße 15 (bei) (Karte)                                               | 19. Jahrhundert                                                           | Schmiedeeisernes Kruzifix auf Granitpostament mit verglaster Nische und Madonnenfigur, regionalgeschichtlich von Bedeutung | 09227852 |
| Direkt Bild zu diesem Denkmal hochladen | Seitengebäude eines Dreiseithofes                                                                                      | Rosenthaler Straße 25 (Karte)                                                     | 1. Hälfte 19. Jahrhundert                                                 | Obergeschoss Fachwerk, baugeschichtlich von Bedeutung, Obergeschoss Fachwerk, Giebel verbrettert | 09227868 |
|                                         | Betkreuz | Rosenthaler Straße 31 (bei) (Karte)                                               | Bezeichnet mit 1902                                                       | Filigranes schmiedeeisernes Kreuz auf Granitpostament, regionalgeschichtlich von Bedeutung, Korpus vergoldet; 2019 erneuert | 09227875 |
| Direkt Bild zu diesem Denkmal hochladen | Dreiseithof mit Wohnstallhaus, Seitengebäude, Scheune und Einfriedung                                                  | Rosenthaler Straße 32 (Karte)                                                     | 2. Hälfte 18. Jahrhundert                                                 | Ursprüngliche Ortsbebauung, Bausubstanz und Struktur erhalten, baugeschichtlich von Bedeutung. Wohnstallhaus zweigeschossig, Walmdach. Scheune mit großer Tordurchfahrt. Seitengebäude zweigeschossig. Am Tor Nische mit Christusfigur. | 09227845 |
| Weitere Bilder                          | Wohnstallhaus und Seitengebäude eines Dreiseithofes sowie Einfriedung und Betkreuz                                     | Rosenthaler Straße 36 (Karte)                                                     | 1907 (Betkreuz); 1. Hälfte 19. Jahrhundert (Wohnstallhaus)                | Baugeschichtliche und regionalgeschichtliche Bedeutung sowie straßenbildprägender Bestandteil der ursprünglichen Ortsbebauung. Wohnstallhaus Obergeschoss Fachwerk, Fledermausgaupe und Krüppelwalmdach, Struktur erhalten. Bildstock: schmiedeeiserne Kreuzigungsgruppe auf Granitpostament (1907). Scheune 2007 aus der Denkmalliste gestrichen. | 09227846 |
| Weitere Bilder                          | Dreiseithof mit Wohnstallhaus (Umgebinde), Seitengebäude, Scheune und Betkreuz                                         | Rosenthaler Straße 37 (Karte)                                                     | 18. Jahrhundert                                                           | Baugeschichtlich und regionalgeschichtlich von Bedeutung. Wohnstallhaus: Obergeschoss Fachwerk, verbrettert, Erdgeschoss Umgebindekonstruktion ausgemauert. Scheune mit Toreinfahrt. Nebengebäude zweigeschossig. Bildstock: schmiedeeisernes Kruzifix auf Granitpostament in Säulenform. | 09227847 |
|                                         | Gedenkstein | Rosenthaler Straße 41 (bei) (Karte)                                               | 1885                                                                      | Erinnerung an den sorbischen Geistlichen und Schriftsteller Tecelin Mieth (1759–1835), regionalgeschichtlich von Bedeutung | 09227848 |
| Direkt Bild zu diesem Denkmal hochladen | Betkreuz | Siedlung 6 (bei) (Karte)                                                          | Bezeichnet mit 1969                                                       | Holz mit Kruzifix, regionalgeschichtlich von Bedeutung | 09227862 |

## Säuritz
| Bild                                    | Bezeichnung                                                                 | Lage                                   | Datierung                                                                  | Beschreibung | ID       |
| --------------------------------------- | --------------------------------------------------------------------------- | -------------------------------------- | -------------------------------------------------------------------------- | --- | -------- |
| Direkt Bild zu diesem Denkmal hochladen | Betkreuz                                                                    | (an der Straße zur Janksmühle) (Karte) | Bezeichnet mit 1960                                                        | Hölzernes Kruzifix, regionalgeschichtlich von Bedeutung | 09227967 |
| Direkt Bild zu diesem Denkmal hochladen | Wegestein                                                                   | Dorfstraße (Karte)                     | 19. Jahrhundert                                                            | Verkehrsgeschichtlich von Bedeutung, schlichte Granitstele mit pyramidalem Abschluss, schwarz gefasste Inschriften: Ortsnamen Gödlau, Elstra, Rauschwitz, Burkau mit Richtungspfeilen | 09227953 |
| Weitere Bilder                          | Janksmühle Säuritz; Zwei Seitengebäude eines Mühlenanwesens                 | Dorfstraße 3 (Karte)                   | Mitte 19. Jahrhundert                                                      | Ein Seitengebäude im Obergeschoss Fachwerk verbrettert und verschiefert, weiteres Seitengebäude Putzbau, baugeschichtlich und ortsgeschichtlich von Bedeutung | 09227968 |
| Weitere Bilder                          | Betkreuz                                                                    | Dorfstraße 9 (bei) (Karte)             | Bezeichnet mit 1861                                                        | Filigranes schmiedeeisernes Kruzifix auf Granitpostament, Korpus vergoldet, regionalgeschichtlich von Bedeutung | 09227961 |
| Direkt Bild zu diesem Denkmal hochladen | Wohnstallhaus, Seitengebäude und Scheune eines Dreiseithofes                | Dorfstraße 11 (Karte)                  | Mitte 19. Jahrhundert                                                      | Wohnstallhaus Obergeschoss Fachwerk, Krüppelwalmdach, Heutür, Seitengebäude Giebel verschiefert, ursprüngliche Ortsbebauung, baugeschichtlich und wirtschaftsgeschichtlich von Bedeutung | 09227960 |
| Direkt Bild zu diesem Denkmal hochladen | Wohnstallhaus                                                               | Dorfstraße 12 (Karte)                  | 2. Hälfte 19. Jahrhundert                                                  | Obergeschoss Fachwerk verbrettert und verputzt, ursprüngliche Ortsbebauung, baugeschichtlich von Bedeutung | 09227963 |
| Direkt Bild zu diesem Denkmal hochladen | Wohnstallhaus, Scheune und Seitengebäude eines Dreiseithofes sowie Betkreuz | Dorfstraße 13 (Karte)                  | 1. Drittel 19. Jahrhundert (Wohnstallhaus); bezeichnet mit 1828 (Betkreuz) | Wohnstallhaus Obergeschoss Fachwerk verbrettert, Seitengebäude (Krüppelwalmdach) und Scheune massiv, Betkreuz schmiedeeisernes Kruzifix auf Granitpostament, Korpus vergoldet (1828), weitgehend unverändert erhalten, gut erhaltene Struktur, intakte Hofanlage, baugeschichtlich und wirtschaftsgeschichtlich von Bedeutung | 09227959 |
| Direkt Bild zu diesem Denkmal hochladen | Wohnstallhaus und Seitengebäude eines ehemaligen Dreiseithofes              | Dorfstraße 16 (Karte)                  | Um 1900                                                                    | Wohnstallhaus Obergeschoss Fachwerk, Seitengebäude Bruchsteinmauerwerk, ursprüngliche Ortsbebauung, baugeschichtlich und wirtschaftsgeschichtlich von Bedeutung, Wohnstallhaus verändert, große Fenster | 09227964 |
| Direkt Bild zu diesem Denkmal hochladen | Wohnstallhaus, Scheune und Seitengebäude eines Dreiseithofes                | Dorfstraße 19 (Karte)                  | 2. Hälfte 19. Jahrhundert                                                  | Wohnstallhaus Putzbau, Seitengebäude Obergeschoss Fachwerk, Scheune Bruchsteinmauerwerk, baugeschichtlich, wirtschaftsgeschichtlich und ortsbildprägend von Bedeutung | 09227957 |
| Direkt Bild zu diesem Denkmal hochladen | Wohnstallhaus                                                               | Dorfstraße 26 (Karte)                  | Mitte 19. Jahrhundert                                                      | Obergeschoss Fachwerk verbrettert, baugeschichtlich und ortsbildprägend von Bedeutung | 09227965 |
|                                         | Seitengebäude mit Oberlaube eines ehemaligen Vierseithofes                  | Dorfstraße 27 (Karte)                  | 1733 Dendro                                                                | Weitgehend unverändert erhalten, Teil der ursprünglichen Ortsbebauung, wirtschaftsgeschichtlich und besonders baugeschichtlich von Bedeutung, Ausstattung technikgeschichtlich von Interesse und inzwischen von großem Seltenheitswert. Ehemaliger Vierseithof, durch Erweiterungen und zwei Abrisse (darunter der verbretterten Scheune, Abbruch 2012 festgestellt) als solcher nicht mehr erkennbar, nach Osten durch ein aus zwei Hausteilen bestehendes Seitengebäude begrenzt. Das wiederum aus zwei Teilen besteht: nördlicher Teil vermutlich zwischen 1780 und 1840 als Verlängerung an den südlichen Teil angebaut, massives Erdgeschoss, Fachwerkoberstock, Satteldach, südlicher Teil wesentlich älter, Erdgeschossfachwerk zum großen Teil durch Bruchsteinmauerwerk ersetzt, Erdgeschossfachwerk am südlichen Giebel sowie Oberstockfachwerk mit auskragendem Laubengang lassen auf Bauzeit zwischen 1650 und 1700 schließen, darüber im 19. Jahrhundert erneuertes Dachwerk mit zweifach stehendem Stuhl, bauzeitliches Dachwerk ursprünglich wohl mit Mittellängsverband, südlicher Gebäudeteil von besonderer baugeschichtlicher Bedeutung, außerordentlich hoher und nur wenig von späteren Umbauten geschmälerter Dokumentwert, Laubengänge an Seitengebäuden einst weiter in Sachsen verbreitet, inzwischen von Seltenheitswert, aufgrund des Einsatzes von Kopfbändern zu den auskragenden Deckenbalken des Laubenganges vom Erdgeschossfachwerk als singulär für die Volksbauweise Sachsens zu bewerten, im Oberstock des Nordteiles Holzwerkstatt mit historischer Bandsäge und Drehbank aus dem 19. Jahrhundert, ebenso Teile der zugehörigen Transmission sowie eine hölzerne Windfege (Landmaschine zur Getreidereinigung, d. h. zur Trennung der Spreu vom Getreide). | 09227955 |
| Direkt Bild zu diesem Denkmal hochladen | Wohnhaus                                                                    | Dorfstraße 29 (Karte)                  | 2. Hälfte 19. Jahrhundert                                                  | Obergeschoss Fachwerk verkleidet, baugeschichtlich von Bedeutung | 09227954 |
| Direkt Bild zu diesem Denkmal hochladen | Wohnstallhaus und Betkreuz                                                  | Dorfstraße 30 (Karte)                  | 2. Hälfte 19. Jahrhundert (Wohnstallhaus); bezeichnet mit 1872 (Betkreuz)  | Wohnstallhaus Obergeschoss Fachwerk, Giebel verkleidet, schmiedeeisernes Kruzifix auf Granitpostament, Korpus vergoldet, baugeschichtlich und regionalgeschichtlich von Bedeutung | 09227966 |

## Schweinerden
| Bild           | Bezeichnung | Lage                                                                        | Datierung                                                                                     | Beschreibung | ID       |
| -------------- | --- | --------------------------------------------------------------------------- | --------------------------------------------------------------------------------------------- | --- | -------- |
|                | Denkmalschutzgebiet Ortslage Schweinerden (vorgeschlagen)                                                                                | (Karte)                                                                     |                                                                                               | Denkmalschutzgebiet Ortslage Schweinerden | 09301710 |
|                | Betkreuz | (Straße nach Jiedlitz) (Karte)                                              | Bezeichnet mit 1900                                                                           | Schmiedeeisernes Kruzifix auf Granitpostament, Korpus vergoldet, regionalgeschichtlich von Bedeutung | 09227988 |
|                | Wegestein | (Straße nach Jiedlitz) (Karte)                                              | 2. Hälfte 19. Jahrhundert                                                                     | Verkehrsgeschichtlich von Bedeutung, grob behauener Granitstein mit pyramidalem Abschluss, zurückgesetzte und geglättete Schriftspiegel mit Ortsangaben, Wegestunden und Richtungsweisern | 09227989 |
|                | Betkreuz | (am Teich/Dorfplatz) (Karte)                                                | 19. Jahrhundert                                                                               | Schmiedeeisernes Kruzifix auf Granitpostament, Korpus vergoldet, regionalgeschichtlich von Bedeutung | 09227987 |
|                | Gedenkstein für die Opfer im Ersten und Zweiten Weltkrieg                                                                                | (Straße nach Jiedlitz) (Karte)                                              | Nach 1918                                                                                     | Ortsgeschichtlich von Bedeutung | 09227983 |
| Weitere Bilder | Wegestein | (Straße nach Cannewitz) (Karte)                                             | Bezeichnet mit 1834                                                                           | Verkehrsgeschichtlich von Bedeutung, schlichte Granitstele mit flachpyramidalem Abschluss, schwarz gefasste Inschriften an den Seitenflächen: Ortsangaben, zugehörige Wegestunden und Richtungspfeile | 09227982 |
| Weitere Bilder | Sandsteinstatue des Heiligen Sebastian                                                                                                   | (Flurstück 81) (Karte)                                                      | Bezeichnet mit 1635                                                                           | Künstlerisch und regionalgeschichtlich von Bedeutung | 09227971 |
| Weitere Bilder | Wegestein | (Straße von Panschwitz-Kuckau nach Siebitz am Abzweig Schweinerden) (Karte) | 2. Hälfte 19. Jahrhundert                                                                     | Verkehrsgeschichtlich von Bedeutung, schlichter Wegestein aus Granit mit flachpyramidalem Abschluss, schwarz gefasste Inschriften auf den Seitenflächen: Ortsangaben Bauzen , Marienstern [Kloster], Kamenz / Krostwitz, Kuckau, Wittchenau, dazu Wegestunden und Richtungspfeile | 09301705 |
| Weitere Bilder | Hakenhof mit Wohnhaus und Seitengebäude                                                                                                  | Ringstraße 1 (Karte)                                                        | 18. Jahrhundert, spätere Veränderungen                                                        | Hofstruktur erhalten, ursprüngliche Ortsbebauung, baugeschichtlich von Bedeutung, Obergeschoss Fachwerk, zum Teil verputzt, Rückseite des Wirtschaftsgebäudes Fachwerk mit Andreaskreuzen | 09227972 |
|                | Wohnstallhaus und Seitengebäude sowie Trockenmauer eines Dreiseithofes                                                                   | Ringstraße 3 (Karte)                                                        | 18. Jahrhundert                                                                               | Ursprüngliche Ortsbebauung, baugeschichtlich von Bedeutung. Wohnstallhaus: Obergeschoss Fachwerk, zum Teil verputzt. Wirtschaftsgebäude zweigeschossig, Bruchsteinmaueraus kleinteiligen Natursteinen, die flach und horizontal aufeinander geschichtet sind. Mauerzug gehört zum weitgehend authentisch erhaltenen Gehöft.                                                                                       | 09227973 |
|                | Dreiseithof mit Wohnstallhaus, zwei Seitengebäuden sowie Betkreuz                                                                        | Ringstraße 4 (Karte)                                                        | 2. Drittel 19. Jahrhundert (Wohnstallhaus); 1858 (Betkreuz)                                   | Baugeschichtlich und regionalgeschichtlich von Bedeutung. Wohnstallhaus zum Teil Fachwerk verbrettert und verputzt. Bildstock: schmiedeeisernes Kruzifix auf Granitpostament, Korpus vergoldet. | 09227977 |
|                | Betkreuz | Ringstraße 5 (Karte)                                                        | Bezeichnet mit 1842                                                                           | Regionalgeschichtlich von Bedeutung | 09301706 |
| Weitere Bilder | Mühlenanwesen (Zweiseithof) mit Wohnstallhaus und Nebengebäude                                                                           | Ringstraße 8 (Karte)                                                        | 1653                                                                                          | Hofstruktur erhalten, baugeschichtlich, hausgeschichtlich und straßenbildprägend von Bedeutung, Wohnstallhaus Obergeschoss Fachwerk mit Andreaskreuzen, zum Teil verputzt, Krüppelwalmdach, Nebengebäude Fachwerk, verbrettert | 09227975 |
| Weitere Bilder | Seitengebäude eines Zweiseithofes | Ringstraße 9 (Karte)                                                        | 1. Hälfte 19. Jahrhundert                                                                     | Obergeschoss Fachwerk, bau- und wirtschaftsgeschichtlich von Bedeutung | 09227978 |
|                | Wohnstallhaus und Seitengebäude eines Dreiseithofes sowie Betkreuz                                                                       | Ringstraße 10 (Karte)                                                       | 18. Jahrhundert                                                                               | Wohnstallhaus Obergeschoss Fachwerk, ohne Anbau, Seitengebäude Fachwerk, Laubengang, Bildstock schmiedeeisernes Kruzifix auf Granitpostament, Korpus vergoldet, baugeschichtlich, sozialgeschichtlich und regionalgeschichtlich von Bedeutung | 09227976 |
| Weitere Bilder | Vierseithof mit nördlichem und östlichem Wohnstallhaus, Seitengebäude mit Oberlaube und zwei Scheunen (zum Teil Fachwerk) sowie Betkreuz | Ringstraße 13 (Karte)                                                       | 18. Jahrhundert (Wohnstallhaus); bezeichnet mit 1859 (Scheune); bezeichnet mit 1875 (Scheune) | Beide Wohnstallhäuser Obergeschoss Fachwerk, Seitengebäude Obergeschoss Fachwerk mit Oberlaube, Scheunen zum Teil Fachwerk, Bildstock: schmiedeeisernes Kruzifix auf Granitpostament, Korpus vergoldet, baugeschichtlich, sozialgeschichtlich und regionalgeschichtlich von Bedeutung | 09227980 |
|                | Betkreuz | Ringstraße 14 (Karte)                                                       | Bezeichnet mit 1900                                                                           | Schmiedeeisernes Kruzifix auf Granitpostament, Korpus vergoldet, regionalgeschichtlich von Bedeutung | 09227981 |
| Weitere Bilder | Dreiseithof mit Wohnstallhaus, zwei Seitengebäuden und Betkreuz                                                                          | Ringstraße 15 (Karte)                                                       | Um 1800 (Wohnstallhaus); bezeichnet mit 1826 (Betkreuz)                                       | Baugeschichtlich, sozialgeschichtlich und regionalgeschichtlich von Bedeutung, Obergeschoss Fachwerk, Giebel verbrettert, Bildstock: schmiedeeisernes Kruzifix auf Granitpostament, Korpus vergoldet | 09227979 |
|                | Wohnhaus eines Bauernhofes | Ringstraße 16 (Karte)                                                       | 18. Jahrhundert                                                                               | Obergeschoss Fachwerk, baugeschichtlich von Bedeutung, bei der Ersterfassung irrtümlich zu Nummer 15 gezählt | 09227003 |
|                | Wohnhaus in offener Bebauung | Ringstraße 21 (Karte)                                                       | Um 1700                                                                                       | Ehemals Schmiede der Poststation, bildet mit Ringstraße 24 ein Ensemble, ortsgeschichtlich von Bedeutung, Obergeschoss Fachwerk verbrettert, Walmdach, Sandsteinkartusche mit Hufeisen | 09227970 |
| Weitere Bilder | Caritas-Wohnheim St. Ludmilla mit Seitengebäude, Torbogen und Umfassungsmauer mit Steinkreuz                                             | Ringstraße 24 (Karte)                                                       | Bezeichnet mit 1766 (Pflegeheim); 15.–17. Jahrhundert (Steinkreuz)                            | Ehemaliger Gasthof, baugeschichtlich und ortsgeschichtlich von Bedeutung. Wohnhaus: massiv, zweigeschossig, Mansardwalmdach, große Wappenkartuschen über dem Eingangsstein, breitgelagerter, an der Hauptstraße gelegener Baukörper. Nebengebäude mit Fledermaus- und Schleppgaupen. Steinkreuz mit Schwert und Dolch in der Umfassungsmauer. War Poststation, da an der alten Handelsstraße Hohe Straße gelegen. | 09227969 |

## Siebitz
| Bild           | Bezeichnung | Lage                                                                         | Datierung                                                                       | Beschreibung | ID       |
| -------------- | --- | ---------------------------------------------------------------------------- | ------------------------------------------------------------------------------- | --- | -------- |
|                | Betkreuz | (Straße Siebitz–Tschaschwitz) (Karte)                                        | Bezeichnet mit 1885                                                             | Schmiedeeisernes Kruzifix auf Granitpostament, Korpus vergoldet, regionalgeschichtlich von Bedeutung | 09227911 |
| Weitere Bilder | Bildstock | Uhyster Straße (Karte)                                                       | Bezeichnet mit 1759                                                             | Säule, Kapitell mit Reliefdarstellungen des Kreuzweges, Weinlaubranken, hoher Sockel, gefasst, künstlerisch und regionalgeschichtlich von Bedeutung | 09227907 |
| Weitere Bilder | Betkreuz | Uhyster Straße (Straße von Siebitz nach Crostwitz, ca. 200 m rechts) (Karte) | Bezeichnet mit 1871                                                             | Schmiedeeisernes Kruzifix auf Granitpostament, Korpus vergoldet, regionalgeschichtlich von Bedeutung | 09304361 |
| Weitere Bilder | Rittergut Siebitz: Südliches Wohnstallhaus und nördliches Wirtschaftsgebäude eines ehemaligen Rittergutes sowie Reste der Einfriedung und Betkreuz | Uhyster Straße 1 (Karte)                                                     | 2. Viertel 19. Jahrhundert (Wirtschaftsgebäude); bezeichnet mit 1837 (Betkreuz) | Wohnstallhaus Obergeschoss Fachwerk verbrettert, Seitengebäude Bruchstein verputzt, baugeschichtlich und ortsgeschichtlich von Bedeutung. - Ehemaliges Herrenhaus gestrichen als Denkmal, weil bereits starke bauliche Veränderungen in Substanz eingegriffen haben (Erdgeschoss-Fenster vergrößert, neue Öffnungen ins Mauerwerk gebrochen, Obergeschoss-Fenster rückseitig Betongewände, Erdgeschoss-Fenster rückseitig Granitgewände, straßenseitig große Garageneinfahrt). - Wohnstallhaus: originale Kubatur, Proportionen und gestalterische Details, Bruchsteinmauerwerk mit Füllmaterial (zum Teil Ziegelbruch) für Zwickel im Erdgeschoss, Obergeschoss Fachwerk, verbrettert, im Obergeschoss originale Fenster mit dekorativer Rahmung (zweiflügelig mit Quersprossung), intarsienartig eingelassener Schmuckrahmen mit seitlichen „Trotteln“, rückseitig auch zwei Fenster mit hölzernen Schlagläden, Giebeldreieck mit Sonnenmotiv-Verbretterung, rückseitig im hinteren Gebäudeteil zwei länglich schmale Öffnungen (in Art von Schießscharten), vermutlich zur Belüftung, nach innen trichterförmig erweitert, lang gezogene Hechte über fast gesamte Dachbreite an beiden Traufseiten des Daches, Dachhaut 1874 erneuert (Datierung mit blau glasierten Ziegeln gegen fast gelbe Ziegel abgesetzt). - Weiteres Seitengebäude (Stall-Scheune): auch dieses ist bezüglich Kubatur, Proportionen und Gestaltungsmerkmale weitgehend authentisch erhalten (leider im hinteren Teil Teilabbruch, so dass Giebelwand fehlt), auffallend lang gestrecktes Gebäude, zweigeschossiger Massivbau, Erdgeschoss geprägt von großen Holztoren (zweiflügelig), im Dachgeschoss drei Fledermausgaupen hofseitig und rückseitig, Biberschwanzdeckung - Hofeinfriedung: davon mehrere, ca. 60 cm hohe Granitpfosten mit einigen wenigen verbliebenen schmiedeeisernen Zaunsfeldern erhalten. - Bildstock: auf Granitsockel platziertes schmiedeeisernes Kreuz mit Figur des Gekreuzigten (Dreinageltypus), am vertikalen Kreuzarm Schrifttafel mit Inschrift: „Das Leiden und Sterben Jesu Christi zu ewigen Zeiten.“ - Abbruchgenehmigung 1999 erteilt | 09227909 |
| Weitere Bilder | Wegestein | Uhyster Straße 5 (gegenüber) (Karte)                                         | 19. Jahrhundert                                                                 | Verkehrsgeschichtlich von Bedeutung, schlichter Wegestein aus Granit mit flachpyramidalem Abschluss, schwarz gefasste Inschriften auf den, Seitenflächen: Ortsangaben Crostwitz, Wittchenau, Uhyst, Bischofswerda / Ostro, Elstra sowie zugehörige, Richtungspfeile | 09227908 |

## Tschaschwitz
| Bild                                    | Bezeichnung | Lage                                 | Datierung                 | Beschreibung | ID       |
| --------------------------------------- | --- | ------------------------------------ | ------------------------- | --- | -------- |
|                                         | Wegestein | (an der Straße nach Siebitz) (Karte) | 19. Jahrhundert           | Verkehrsgeschichtlich von Bedeutung, schlichter Wegestein aus Granit mit sehr flachem pyramidalem Abschluss, schwarz gefasste Inschriften auf den Seitenflächen: Ortsangaben Uhyst / Siebitz, dazu Wegestunden und Richtungspfeile     | 09227912 |
| Direkt Bild zu diesem Denkmal hochladen | Östliches Wohnstallhaus, südliche Scheune, nördliches Seitengebäude und westliches Seitengebäude (Ruine) eines Vierseithofes | Am Dorfteich 3 (Karte)               | 2. Hälfte 19. Jahrhundert | Wohnstallhaus Bruchstein verputzt, Drempel, Scheune Bruchstein verputzt, zwei große Tore und Lüftungsschlitze, Seitengebäude Bruchstein verputzt, alle Gebäude Satteldach, baugeschichtlich und wirtschaftsgeschichtlich von Bedeutung | 09227913 |
| Direkt Bild zu diesem Denkmal hochladen | Südliches Wohnstallhaus, östliches Seitengebäude mit Anbau und nördliche Scheune eines Vierseithofes                         | Am Dorfteich 8 (Karte)               | Anfang 19. Jahrhundert    | Wohnstallhaus Obergeschoss Fachwerk verputzt, Fachwerkscheune, ursprüngliche Ortsbebauung, wirtschaftsgeschichtlich von Bedeutung | 09227914 |

## Ehemalige Denkmäler

### Ehemaliges Denkmal (Alte Ziegelscheune)
| Bild                                    | Bezeichnung                                              | Lage                 | Datierung                 | Beschreibung | ID       |
| --------------------------------------- | -------------------------------------------------------- | -------------------- | ------------------------- | --- | -------- |
| Direkt Bild zu diesem Denkmal hochladen | Wohnstallhaus und zwei Seitengebäude eines Dreiseithofes | Brylstraße 7 (Karte) | 2. Hälfte 19. Jahrhundert | Wohnstallhaus Obergeschoss Fachwerk, Seitengebäude Giebel verbrettert, baugeschichtlich und wirtschaftsgeschichtlich von Bedeutung; 2018 abgerissen | 09227904 |

### Ehemaliges Denkmal (Glaubnitz)
| Bild           | Bezeichnung                                                   | Lage              | Datierung           | Beschreibung | ID       |
| -------------- | ------------------------------------------------------------- | ----------------- | ------------------- | --- | -------- |
| Weitere Bilder | Mühlengebäude, Scheune und Seitengebäude eines Mühlenanwesens | Dorfweg 4 (Karte) | Bezeichnet mit 1840 | Mühlengebäude Obergeschoss Fachwerk verbrettert, Seitengebäude Obergeschoss Fachwerk verputzt, Scheune verbrettert, baugeschichtlich, technikgeschichtlich und ortsgeschichtlich von Bedeutung; nach 2014 von der Denkmalliste gestrichen | 09228001 |

### Ehemaliges Denkmal (Lehndorf)
| Bild                                    | Bezeichnung | Lage                       | Datierung       | Beschreibung | ID       |
| --------------------------------------- | ----------- | -------------------------- | --------------- | --- | -------- |
| Direkt Bild zu diesem Denkmal hochladen | Wohnhaus    | Bautzner Straße 12 (Karte) | 18. Jahrhundert | Obergeschoss Fachwerk, zum Teil verbrettert, baugeschichtlich von Bedeutung; nach 2014 von der Denkmalliste gestrichen | 09228014 |

### Ehemalige Denkmäler (Panschwitz-Kuckau)
| Bild           | Bezeichnung                                              | Lage                 | Datierung | Beschreibung | ID       |
| -------------- | -------------------------------------------------------- | -------------------- | --------- | --- | -------- |
|                | Gartenhaus                                               | Am Kloster 1 (Karte) | Um 1800   | Klassizistischer, tempelartiger Bau, baugeschichtlich von Bedeutung. Zwischen 2017 und 2024 aus der Denkmalliste gestrichen. | 09227885 |
| Weitere Bilder | Dreiseithof mit Gasthof, Torhaus und zwei Seitengebäuden | Am Kloster 2 (Karte) | 1705      | Ortsgeschichtlich von Bedeutung; im April 2020 abgerissen. - Gasthof: zweigeschossig, mit Ballsaal, reich profiliertes Gurtgesims, Walmdach - Torhaus: zweigeschossig, Bruchsteinmauerwerk, Tordurchfahrt - Nebengebäude zweigeschossig, Bruchsteinmauerwerk | 09227853 |

### Ehemaliges Denkmal (Ostro)
| Bild                                    | Bezeichnung                                    | Lage                 | Datierung            | Beschreibung | ID       |
| --------------------------------------- | ---------------------------------------------- | -------------------- | -------------------- | --- | -------- |
| Direkt Bild zu diesem Denkmal hochladen | Wohnhaus und Seitengebäude eines Vierseithofes | Lindenweg 11 (Karte) | Ende 19. Jahrhundert | Weitgehend unverändert erhalten, ursprüngliche Ortsbebauung, baugeschichtlich von Bedeutung; nach 2014 von der Denkmalliste gestrichen | 09227944 |

## Tabellenlegende
- Bild: Bild des Kulturdenkmals, ggf. zusätzlich mit einem Link zu weiteren Fotos des Kulturdenkmals im Medienarchiv Wikimedia Commons. Wenn man auf das Kamerasymbol klickt, können Fotos zu Kulturdenkmalen aus dieser Liste hochgeladen werden:
- Bezeichnung: Denkmalgeschützte Objekte und ggf. Bauwerksname des Kulturdenkmals
- Lage: Straßenname und Hausnummer oder Flurstücknummer des Kulturdenkmals. Die Grundsortierung der Liste erfolgt nach dieser Adresse. Der Link (Karte) führt zu verschiedenen Kartendiensten mit der Position des Kulturdenkmals. Fehlt dieser Link, wurden die Koordinaten noch nicht eingetragen. Sind diese bekannt, können sie über ein Tool mit einer Kartenansicht einfach nachgetragen werden. In dieser Kartenansicht sind Kulturdenkmale ohne Koordinaten mit einem roten bzw. orangen Marker dargestellt und können durch Verschieben auf die richtige Position in der Karte mit Koordinaten versehen werden. Kulturdenkmale ohne Bild sind an einem blauen bzw. roten Marker erkennbar.
- Datierung: Baubeginn, Fertigstellung, Datum der Erstnennung oder grobe zeitliche Einordnung entsprechend des Eintrags in der sächsischen Denkmaldatenbank
- Beschreibung: Kurzcharakteristik des Kulturdenkmals entsprechend des Eintrags in der sächsischen Denkmaldatenbank, ggf. ergänzt durch die dort nur selten veröffentlichten Erfassungstexte oder zusätzliche Informationen
- ID: Vom Landesamt für Denkmalpflege Sachsen vergebene, das Kulturdenkmal eindeutig identifizierende Objekt-Nummer. Der Link führt zum PDF-Denkmaldokument des Landesamtes für Denkmalpflege Sachsen. Bei ehemaligen Kulturdenkmalen können die Objektnummern unbekannt sein und deshalb fehlen bzw. die Links von aus der Datenbank entfernten Objektnummern ins Leere führen. Ein ggf. vorhandenes Icon  führt zu den Angaben des Kulturdenkmals bei Wikidata.

## Ausführliche Denkmaltexte
1. ↑  Dehio – Handbuch der deutschen Kunstdenkmäler / Sachsen Band 1:

 Zisterzienserinnenabtei Klosterstift St. Marienstern. Bedeutendste erhaltene Klosteranlage Sachsens, in der sich die Baugeschichte der Oberlausitz seit dem 13. Jahrhundert spiegelt. 1248 wurde das Kloster als Stiftung der Brüder Bernhard und Heinrich von Kamenz gegründet. 1259 waren die ersten Klosterbauten vollendet und 1264 die wirtschaftliche Existenz durch die Hilfe der Stifter soweit gesichert, dass die Aufnahme in den Zisterzienserorden möglich war. Die Oberaufsicht lag in den Händen des Abtes von Altzella (Nossen-Zella, Landkreis Meißen). 1429 brandschatzten Hussiten das Kloster, wobei aber die Kirche weitgehend unbeschädigt blieb. 1639/40 zwangen die Unruhen des Dreißigjährigen Krieges den Konvent ins Exil nach Polen, bei ihrer Rückkehr fanden sie das Kloster verwüstet vor. Die barocke Bautätigkeit unter den Äbtissinnen Cordula Sommer (1710–46), Josepha Elger (1746–62) und Klara Trautmann (1762–82) veränderte das Erscheinungsbild der Kirche und der Klosterbauten. Die ältesten erhaltenen Teile der mittelalterlichen Anlage sind das Kirchengebäude, der Kreuzgang und der östlich an diesen anschließende Konventbau sowie das Torhaus. Der Abteibau südlich der Kirche am Kreuzgangflügel von 1687, in der Verlängerung des Alten Konventes 1731/32 Errichtung des Neuen Konventes, 1878 durch südlichen Anbau, das Novizenhaus, erweitert.

Das von einer Mauer umgebene Klosterareal befindet sich in einer Senke am Südrand des heutigen Dorfes, umflossen vom Klosterwasser. Sowohl die Lage als auch die innere Struktur mit den um einen Kreuzgang errichteten Konventbauten und der Kirche sowie den umgebenden Wirtschaftsgebäuden ist charakteristisch für Zisterzienserklöster.

Klosterkirche. Hallenkirche, die durch ihr hohes Satteldach das Ensemble der Klosterbauten bestimmt. Die ältesten Teile der Kirche im Bereich der Südwand aus der Mitte des 13. Jahrhunderts. In einer zweiten Phase erhielt die Halle ihre heutige Form. Der Innenraum zeigt nach Restaurierungen die hochgotische Architektur des letzten Drittel des 13. Jahrhunderts, die nach Bränden 1429 und 1639 Veränderungen erfahren hatte. 1721 Neugestaltung des Westgiebels, Restaurierung 1965–68 und 1993–95.
Äußeres: Verputzter Bruchsteinbau mit im Osten abgewalmten Satteldach und geradem Ostschluss, der fein gegliederte Dachreiter von 1677. An der Süd- und Ostseite Strebepfeiler und gotische Maßwerkfenster, wobei im zentralen Ostfenster das Maßwerk nach originalen Formen rekonstruiert wurde, an der Nordseite die Strebepfeiler mit Kugeln besetzt. 1721 von Zacharias Hoffmann aus Böhmen überformte dreiachsige Westfassade, im oberen Bereich durch zu Pilastern umgebildete Strebepfeiler gegliedert, darauf aufgestellt Kopien der Sandsteinfiguren der hll. Benedikt, Joseph, Johannes d. T. und Bernhard. Die Mittelachse um ein Geschoss erhöht, flankiert von seitlichen Anschwüngen mit Voluten. Im Giebel die Statue des Salvators in einer Nische, darüber in der Verdachung ein Stern. Der bildnerische Schmuck von Georg Vater aus Bautzen. Den Hauptzugang zur Kirche bildete die Vorhalle mit Pfeilerstellung und verkröpftem Giebel an der Westfassade.
Inneres: Die Halle mit siebenjochigem Mittelschiff, die Seitenschiffe schmaler gestaltet. Das hohe Kreuzrippengewölbe auf schlanken, oktogonalen Pfeilern, die Rippen entwickeln sich aus tütenförmigen Konsolen. Das südliche Seitenschiff bildet im unteren Teil den Nordflügel des Kreuzganges, darüber Chorgasse als Zugang zum Nonnenchor, der die westlichen beiden Joche des Mittelschiffes einnimmt. Die Schlusssteine des wie eingehängt wirkenden Gewölbes mit hochgotischem Blattwerk und figürlichen Schmuck in Form eines Pelikans im Mittelschiff und eines Männerkopfes im nördlichen Seitenschiff. Sie lassen in ihrer Gestaltung Beziehungen zum jüngeren Teil der Ostpartie des Meißner Doms erkennen. Bei Restaurierung 1965–68 Erneuerung der farbigen Gestaltung des Materialwechsels zwischen Ziegel (hellrot), Granit (grau) und Bruchstein (weiß). Im Zwickel unter dem Zugang zur Nonnenempore Reste gotischer, figürlicher Wandmalereien, 15. Jahrhundert. Das Gestühl des Nonnenchores mit geschnitzten Arkaden und gemalten Heiligendarstellungen in Rundbogenarkaden, 2. Hälfte 17. Jahrhundert. An den gemauerten Chorschranken Reste von Wandmalereien, die Teile des Marienlebens und Apostel darstellen, 2. Hälfte 16. Jahrhundert.
Ausstattung: Prächtiger barocker Hochaltar, datiert  1751. 1965/66 nach Entfernung der neugotischen Veränderungen rekonstruiert. Die vergoldeten Holzfiguren von Ignaz Plazer, der Marmoraufbau von Franz Lauermann, beide aus Prag. Die Mensa in Sarkophagform, darüber das Tabernakel aus vergoldetem Kupfer. Im großformatigen Altarbild von Franz Xaver Palko aus Prag Darstellung Mariae Himmelfahrt. Seitlich zwei übereck gestellte korinthische Säulenpaare auf hohen Postamenten, die inneren Säulen gedreht, davor rechts die Figur des hl. Bernhard, links des hl. Benedikt. Das verkröpfte Gesims mit seitlichen Giebelansätzen, im Zentrum des darüber liegenden Auszuges, urspr. nicht zugehörig, Gottvater mit der Weltkugel, flankiert von zwei Engeln, als Abschluss Gloriole des Hl. Geistes. Zu beiden Seiten des Altares ein Durchgang, über den geschweiften Giebeln links die Figur der hl. Katharina, rechts der hl. Margaretha. Der Nothelferaltar am Ostende des nördlichen Seitenschiffes, um 1480, 1956/57 restauriert. Spätgotischer Flügelaltar, im Mittelschrein drei große, farbig gefasste Holzfiguren unter Baldachinen, die hll. Katharina, Barbara und Margaretha. Die geschnitzten Seitenflügel mit jeweils zwei Reihen der weiteren Nothelfer. Der spätgotische Maria-Magdalena-Altar am Ostpfeiler, um 1525. Flügelaltar mit geschnitzter Mitteltafel, darin die Figur der Maria Magdalena von Engeln begleitet, darüber Rundbogen. Im linken Flügel Gemälde mit der Darstellung der zwölf Apostel, im rechten Christus am Kreuz und die Marter der Zehntausend, am Bildrand kniender Stifter im Mantel eines Bischofs. Auf der Rückseite der Mitteltafel gemalte Darstellung der Maria Magdalena und Christus als Gärtner. Die spätgotischen Figuren des Annenaltars am zweiten Pfeiler von Osten wurden 1670 in einen neuen Flügelaltar gesetzt. In der Mitte die Darstellung der Anna Selbdritt, im linken Flügel Jakobus d. Ä., im rechten die hl. Ursula, um 1500. Südlich des Nonnenchores, an der Chorgasse, steht ein Vesperbild, letztes Viertel 14. Jahrhundert, dessen Verehrung eine lange Tradition im Kloster besitzt. Die gotische Figurengruppe in einem barocken Baldachin mit gedrehten Säulen und kronenartigem Aufbau. Von besonderer Bedeutung für die Geschichte des Klosters das sogenannte Hussitenfenster an der östlichen Stirnseite des nördlichen Seitenschiffes, um 1370/80. Die in 24 Feldern meist weibliche Heilige und Stifterwappen darstellenden Glasmalereien wurden vermutlich im 15. Jahrhundert neu zusammengestellt. Auf der Brüstung der Südwand zwölf rot und weiß gefasste, überlebensgroße Heiligenfiguren aus Holz in vier Dreiergruppen, 1. Hälfte 18. Jahrhundert: (von links nach rechts) Petrus, Salvator mundi, Paulus, Ursula, Maria Cordula, Benedikt, Joseph, Bernhard, Mauritius, Johannes d. T., Johannes Nepomuk, dazu vor dem Eingang zum Nonnenchor eine Engelsfigur, 1967/68 restauriert. An der Südwand des Mittelschiffes eine Marienfigur, ein Werk der Nachgotik, um 1600/20. Die Sebastianfigur am dritten, westlichen Pfeiler von Emmanuel Max aus Prag, um 1860. Seitlich der Kreuzgangstür stehen die lebensgroßen Sandsteinfiguren des Schmerzenmannes, weiß und gold gefasst, auf dem Sockel Inschrift, von Ferdinand Siegfried Philippi, bezeichnet 1718, sowie der Schmerzensmutter, bezeichnet 1720 von Mathias Wenzel Jäckel. Die Stiftergrabplatten ursprünglich vor dem Altar im Boden eingelassen, jetzt an der Nordwand.  Zwei Sandsteinplatten stellen die beiden Stifter des Klosters Marienstern dar. Bernhard III. von Kamenz mit Kirchenmodell und sein Neffe Heinrich I. als Ritter in der Rüstung des 17. Jahrhunderts, vermutlich von Sebastian Walther aus Dresden, datiert  1629. Einige beachtenswerte Grabdenkmäler von Äbtissinnen, so der Grabstein der Äbtissin Katharina Benada am zweiten Pfeiler von Osten († 1697), Sandsteinplatte mit Figur im Ordensgewand, in der linken Brevier, in der rechten Äbtissinenstab. Zwei übereck gestellte Pilaster tragen ein verkröpftes, aufgebogenes Gesims. Der Grabstein der Äbtissin Ottilie Häntschel am Ostpfeiler († 1710), aus Sandstein, mit der knienden Figur der Verstorbenen neben der Erscheinung des Christuskindes, darüber in der barocken Bekrönung Wappenschild.  Sandsteinepitaph der Äbtissin Anna Margaretha Dorn neben der Kreuzgangtür († 1664), die Verstorbene in Ordenstracht mit Brevier, Rosenkranz und Äbtissinenstab, in den Ecken Engelsköpfe und Wappen. Das Grabmal für Anton Egon Fürst zu Fürstenberg an der Südwand des Mittelschiffes besteht aus einem Sarkophag über flügelartigem Aufbau, darauf seitlich zwei Anschwünge zwischen denen zwei Engel das vergoldete Wappen halten († 1716). Das Grabmal der Maria Anna Franziska Fürstin zu Sulkowski an der Südwand besteht aus einem Sarkophag auf breiter Konsole mit Wappen, darüber ein gebrochener Obelisk und zwei Putten, Arbeit wohl von Gottfried Knöffler aus Dresden († 1741). Im Vorraum Weihwasserbecken mit oktogonalem Becken, am Beckenkörper vier geflügelte Engelsköpfe, die Säule und der Fuß mit Akanthusranken, Ende 17. Jahrhundert. Der Kreuzgang mit spitzbogigem Kreuzrippengewölbe, 2. Hälfte 13. Jahrhundert. Die spitzbogigen Fensteröffnungen mit Maßwerk, die Gewölbeschlusssteine mit hochgotischem Blattwerk. Die ersten Joche des Ostflügels mit Zellengewölbe, im Südflügel barocke Erneuerungen. An der Nordwestecke ein Treppenhaus zum Nonnenchor, d.  1665. Ein kleiner Durchgangsraum hinter dem Hochaltar ermöglicht den Zugang zur Sakristei, die bereits ein Bestandteil des Ostflügels ist, d.  1677. Daran anschließend die zweijochige Kreuzkapelle mit Kreuzrippengewölbe und gotischem Maßwerkfenster. Der Schlussstein des Gewölbes mit schönem, hochgotischem Laubwerk. Holzfigur einer Madonna mit Kind, 2. Viertel 15. Jahrhundert. Der folgende Raum ist der ebenfalls zweijochige, kreuzrippengewölbte Kapitelsaal. Hochgotische Schlusssteine mit Laubwerk. Die beiden Fenster mit hochgotischem Maßwerk. Hölzerne Kreuzigungsgruppe, 1. Hälfte 18. Jahrhundert, die übrigen Räume des Westflügels Wirtschaftsräume, darüber das ehemalige Dormitorium. Östlich des Ostflügels liegt der Konventfriedhof, mit den schlichten Gräbern der Nonnen und Äbtissinnen. Der Nordflügel des Kreuzganges enthält Reste von Wandmalereien aus der Mitte des 16. Jahrhunderts. Die Abtei am Westflügel des Kreuzganges, datiert  1686–90, greift in ihrer äußeren Gestaltung auf den Schloßbau der Renaissance zurück. Zweigeschossiger Baukörper mit hohem Walmdach und Fledermausgaupen. An der Westseite Giebel mit segmentbogenförmigem Abschluss, an der Nordwestseite dreigeschossiger, polygonaler Turm mit geschweifter Haube. Ein kleiner Anbau im Norden bildet die Sprechstube (Parlatorium). Das Gebäude ist wie fast alle anderen des Klosterkomplexes mit weiß getünchter Wandfläche und roten Gliederungen versehen. Der große, dreigeschossige Anbau im Süden ist das Maria-Martha-Heim mit hohem Krüppelwalmdach, datiert 1823. Der Südflügel des Kreuzganges, an dessen Südwand sieben Strebepfeiler stehen, beherbergt die Küchenräume und das Refektorium, datiert  1716/17 von Zacharias Hoffmann. Dreiachsiger Saal mit Stichkappentonne, diese mit stuckierten Füllungsmotiven und Deckengemälde mit der Darstellung der Himmelfahrt Marias. In den Räumen des Klosters wertvolle Goldschmiedearbeiten, darunter Kirchengerät des 13.–16. Jahrhunderts, sowie zahlreiche gotische Plastiken.